# Vitesse in het seizoen 2019/20
|               | Eredivisie | KNVB beker | Totaal |
| ------------- | ---------- | ---------- | ------ |
| Wedstrijden   | 26         | 4          | 30     |
| Gewonnen      | 12         | 3          | 15     |
| Gelijk        | 5          | 0          | 5      |
| Verloren      | 9          | 1          | 10     |
| Thuis         | 13         | 3          | 16     |
| Uit           | 13         | 1          | 14     |
| Gele kaarten  | 48         | 4          | 52     |
| 2× gele kaart | 1          | 1          | 2      |
| Rode kaarten  | 2          | 1          | 3      |
| Doelsaldo     | +10        | +5         | +15    |
| voor          | 45         | 8          | 53     |
| tegen         | 35         | 3          | 38     |
| ‘De Nul’      | 8          | 3          | 11     |

Vitesse kwam in het seizoen 2019/2020 voor het 31e seizoen op rij uit in de hoogste klasse van het betaald voetbal, de Eredivisie. Daarnaast nam het Arnhemse elftal deel aan de KNVB beker.

## Voorbereiding

### Juni
- Op 19 juni maakte Vitesse bekend dat Armando Obispo de eerste versterking van de selectie werd. De verdediger wordt een jaar gehuurd van PSV.
- Op 23 juni vond de eerste training van het seizoen 2019/20 plaats op Papendal, onder leiding van trainer Leonid Slutskiy. De selectie bestond uit: Mukhtar Ali, Bilal Bayazit, Roy Beerens, Thomas Bruns, Thomas Buitink, Max Clark, Oussama Darfalou, Danilho Doekhi, Sven van Doorm, Navarone Foor, Jeroen Houwen, Khalid Karami, Vyacheslav Karavaev, Julian Lelieveld, Bryan Linssen, Tim Matavž, Richie Musaba, Armando Obispo, Remko Pasveer en Rasmus Thelander aangevuld met beloftenspelers Özgür Aktaş, Roy Kuijpers, Yassin Oukili, Lars ten Teije en Patrick Vroegh. De spelers die nog ontbraken zijn Matúš Bero (vakantie na interlandverplichtingen), Hilary Gong (geblesseerd) en Thulani Serero (interlandverplichtingen).
- Op 28 juni maakte Vitesse bekend dat Jay-Roy Grot en Tomáš Hájek de selectie versterken. Aanvaller Grot wordt een jaar gehuurd van Leeds United en verdediger Hájek ruilde Viktoria Pilsen in voor een driejarig contract bij de Arnhemmers.
- Op 29 juni maakte Vitesse bekend dat Khalid Karami werd verhuurd aan Sparta Rotterdam.
- Op 30 juni sloot Bilal Ould-Chikh als testspeler aan bij de selectie.

### Juli
- Op 2 juli vertrok de selectie naar Polen voor een trainingskamp tot en met 13 juli in de regio van Poznań. De selectie bestond uit Ali, Bero, Bayazit, Buitink, Clark, Darfalou, Doekhi, Foor, Gong, Grot, Hájek, Houwen, Karavaev, Lelieveld, Linssen, Matavž, Musaba, Obispo, Oukili, Ould-Chikh (testspeler), Pasveer, Thelander en Vroegh. Serero is afwezig door interlandverplichtingen, Roy Beerens en Thomas Bruns gaan niet mee omdat ze mogen uitkijken naar een nieuwe club.[1]
- Op 3 juli verloor Vitesse een oefenwedstrijd tegen FC Midtjylland met 3–4. De drie Vitesse-doelpunten werden gemaakt door Darfalou.
- Op 5 juli maakte Vitesse bekend dat Charly Musonda jr. weer een jaar gehuurd wordt van Chelsea FC. Hij zou later op de dag aansluiten bij de selectie.
- Op 6 juli speelde Vitesse een oefenwedstrijd tegen Korona Kielce met 1–1 gelijk. Het Vitesse-doelpunt werd gemaakt door Bero.
- Op 9 juli verloor Vitesse een oefenwedstrijd tegen Lech Poznań met 0–2.
- Op 12 juli verloor Vitesse een oefenwedstrijd tegen Pogoń Szczecin met 1–2. Het Vitesse-doelpunt werd gemaakt door Matavž. Op deze dag werd ook bekendgemaakt dat Riechedly Bazoer en Oussama Tannane beiden een contract bij Vitesse hebben getekend tot 2022.
- Op 15 juli werd het nieuwe uit-shirt gepresenteerd dat in het teken staat van de Airborne, in verband met de 75-jarige herdenking van de slag om Arnhem. Hierbij werden ook de nieuwe hoofd-sponsoren gepresenteerd: Nederlands Openluchtmuseum (sponsor op het thuis-shirt) en Burgers' Zoo (sponsor op het uit-shirt). Het motto "Dagje uit in Arnhem!" wordt op beide shirts gedragen.
- Op 16 juli maakte Vitesse bekend dat Kostas Lamprou transfervrij over kwam van Ajax. De doelman tekende een contract voor één seizoen.
- Op 18 juli sloot Miquel Nelom aan bij de selectie op proef.
- Op 20 juli won Vitesse een oefenwedstrijd tegen SV Darmstadt 98 met 1–0. Het doelpunt werd gemaakt door Matavž.
- Op 24 juli speelde Vitesse een oefenwedstrijd tegen Sivasspor met 1–1 gelijk. Het Vitesse-doelpunt werd gemaakt door Matavž.
- Op 26 juli keerde Thulani Serero terug bij de selectie na afwezigheid door interlandverplichtingen.
- Op 28 juli speelde Vitesse een oefenwedstrijd tegen Bayer 04 Leverkusen met 1–1 gelijk. Het Vitesse-doelpunt werd gemaakt door Clark. Vitesse-supporters waren niet welkom op last van de lokale autoriteiten en vanwege de beperkte faciliteiten.
- Op 29 juli maakte Vitesse bekend dat er afscheid is genomen van testspelers Bilal Ould-Chikh en Miquel Nelom.

## Competitieseizoen

### Augustus
- Op 3 augustus speelde Vitesse in de eerste speelronde van de Eredivisie thuis tegen Ajax met 2–2 gelijk. De Vitesse-doelpunten werden gemaakt door Matúš Bero en Riechedly Bazoer. De wedstrijd was het debuut van Riechedly Bazoer, Jay-Roy Grot, Armando Obispo en Oussama Tannane.
- Op 10 augustus won Vitesse uit van Willem II met 0–2. De doelpunten werden gemaakt door Jay-Roy Grot en Tim Matavž.
- Op 11 augustus overleed oud-speler Dejan Čurović, één dag na zijn 51e verjaardag.[2]
- Op 14 augustus werd bekendgemaakt dat Thomas Bruns is verhuurd aan PEC Zwolle.
- Op 16 augustus won Vitesse thuis van PEC Zwolle met 3–0 waarbij de doelpunten werden gemaakt door Tim Matavž, Vyacheslav Karavaev en Bryan Linssen. De wedstrijd werd omlijst met de herdenking van Dejan Čurović.
- Op 20 augustus maakte Vitesse bekend dat Hilary Gong geopereerd zal worden aan zijn knie en naar verwachting maanden niet inzetbaar zal zijn.[3]
- Op 22 augustus maakte Vitesse bekend dat Rasmus Thelander per direct is vertrokken naar Aalborg BK.
- Op 24 augustus speelde Vitesse uit tegen Heracles Almelo met 1–1 gelijk. Het Vitesse-doelpunt werd gemaakt door Bryan Linssen.
- Op 28 augustus maakte Vitesse bekend dat de transfer van Thulani Serero naar Al-Jazira Club definitief is.
- Op 31 augustus vond de loting plaats voor de eerste ronde van de KNVB beker, waarbij Vitesse een thuiswedstrijd lootte tegen De Graafschap. Tevens werd bekend dat Mukhtar Ali per direct vertrekt naar Al-Nassr.

### September
- Op 1 september won Vitesse thuis van AZ met 2–1. De Vitesse-doelpunten werden gemaakt door Tim Matavž en Matúš Bero.
- Bij het sluiten van de transferperiode op 2 september maakte Vitesse een aantal mutaties van de selectie bekend: Vyacheslav Karavaev maakte een transfer naar Zenit Sint-Petersburg, Nouha Dicko werd voor een seizoen gehuurd van Hull City en Jamal Blackman werd op huurbasis van Chelsea aan de selectie toegevoegd voor revalidatie van een beenbreuk.
- Op 4 september speelde Vitesse een besloten oefenduel tegen sc Heerenveen met 1–1 gelijk. Het Vitesse-doelpunt werd gemaakt door Özgür Aktaş.
- Op 9 september maakte Vitesse bekend dat rechtsback Eli Dasa transfervrij is aangetrokken.
- Op 14 september verloor Vitesse uit van PSV met 5–0. De wedstrijd is het debuut van Nouha Dicko.
- Op 19 september maakte Vitesse bekend dat Özgür Aktaş en Patrick Vroegh vanuit Jong Vitesse zijn toegevoegd aan de selectie van het eerste elftal.[4]
- Op 21 september won Vitesse thuis met 4–2 van Fortuna Sittard in het jaarlijkse Airborne-duel. De Vitesse-doelpunten werden gemaakt door Bryan Linssen (2x), Tim Matavž en Matúš Bero.
- Op 25 september sloot Eli Dasa aan bij de selectie, met de formaliteiten rond zijn werkvergunning afgerond.
- Op 26 september werd bekendgemaakt dat de veiling van de Airborne-wedstrijdshirts €5960 heeft opgebracht.[5]
- Op 29 september won Vitesse uit van RKC Waalwijk met 1–2, waarbij Vitesse vanaf de 52e minuut met tien man speelde door een rode kaart voor Julian Lelieveld. De Vitesse-doelpunten werden gemaakt door Nouha Dicko en Oussama Tannane. De wedstrijd was het debuut van Eli Dasa.
- Op 30 september werd bekend dat Julian Lelieveld één duel geschorst wordt voor zijn rode kaart tegen RKC Waalwijk.

### Oktober
- Op 5 oktober won Vitesse thuis met 2–1 van FC Utrecht in het jaarlijkse 'Nummer 4' duel. De Vitesse-doelpunten werden gemaakt door Max Clark en Tim Matavž.
- Op 10 oktober verloor Vitesse een oefenwedstrijd uit bij Royal Antwerp FC met 2–1. Het Vitesse-doelpunt werd gemaakt door Max Clark.
- Op 19 oktober won Vitesse uit van VVV-Venlo met 0–4 waarbij de doelpunten werden gemaakt door Bryan Linssen (2x), Riechedly Bazoer en Nouha Dicko. Met dit resultaat van 23 punten uit tien wedstrijden heeft Vitesse de beste seizoenstart in de Eredivisie ooit.[6] De wedstrijd was het debuut van Patrick Vroegh.
- Op 24 oktober maakte Vitesse bekend dat Riechedly Bazoer voorlopig geen deel meer zal uitmaken van de A-selectie na een incident op de training een dag eerder.[7]
- Op 26 oktober verloor Vitesse thuis van ADO Den Haag met 0–2.
- Op 29 oktober won Vitesse in de eerste ronde van de KNVB beker thuis met 2–0 van De Graafschap. De doelpunten werden gemaakt door Oussama Darfalou en Nouha Dicko. De wedstrijd was het debuut van Tomáš Hájek en Kostas Lamprou.

### November
- Op 2 november lootte Vitesse een thuiswedstrijd tegen ODIN '59 in de tweede ronde van de KNVB beker.
- Op 3 november verloor Vitesse uit van FC Emmen met 2–1. Het Vitesse-doelpunt werd gemaakt door Nouha Dicko.
- Op 6 november tekende Keisuke Honda een contract tot het einde van het seizoen.
- Op 8 november verloor Vitesse thuis van FC Groningen met 1–2. Het Vitesse-doelpunt werd gemaakt door Bryan Linssen.
- Op 15 november verloor Vitesse een oefenduel tegen Heracles Almelo met 0–1.
- Op 19 november trainde Jamal Blackman voor het eerst mee met de selectie.
- Op 21 november werd de speelgerechtigde Keisuke Honda aan de pers gepresenteerd.[8]
- Op 24 november verloor Vitesse uit van Sparta Rotterdam met 2–0. De wedstrijd was het debuut van Keisuke Honda.
- Op 29 november verloor Vitesse uit van sc Heerenveen met 3–2 waarbij de Vitesse-doelpunten werden gemaakt door Tim Matavž en Bryan Linssen. Dit was de vijfde competitienederlaag op rij en trainer Leonid Slutskiy kondigde direct na de wedstrijd zijn vertrek aan.
- Op 30 november werd bekend dat ook de assistent-trainers Oleg Yarovinskiy, Alexey Berezutskiy en Vasily Berezutskiy vertrekken met Slutskiy.

### December
- Op 2 december maakte de KNVB bekend dat Vitesse een voorwaardelijke geldboete van €7500 krijgt vanwege het afsteken van vuurwerk door de supporters tijdens het uitduel tegen VVV-Venlo op 19 oktober.[9]
- Op 3 december werd Joseph Oosting op interimbasis aangesteld als hoofdtrainer. De staf werd verder versterkt met het aanstellen van assistent-trainer Tim Cornelisse.
- Op 8 december speelde Vitesse thuis tegen Feyenoord met 0–0 gelijk.
- Op 14 december won Vitesse uit van FC Twente met 0–3. De doelpunten werden gemaakt door Bryan Linssen (2x) en Nouha Dicko. De wedstrijd was het debuut van Yassin Oukili.
- Op 17 december won Vitesse thuis van ODIN '59 met 4–0 in de tweede ronde van de KNVB beker. De doelpunten werden gemaakt door Thomas Buitink, Oussama Darfalou, Patrick Vroegh en Tomáš Hájek. De wedstrijd was het debuut van Özgür Aktaş.
- Op 21 december lootte Vitesse een uitwedstrijd tegen Heracles Almelo voor de achtste finale van de KNVB beker.
- Op 22 december won Vitesse thuis van VVV-Venlo met 3–0. De doelpunten werden gemaakt door Riechedly Bazoer, Tim Matavž en Bryan Linssen. Joseph Oosting rondde zijn interim-hoofdtrainerschap hiermee ongeslagen en zonder tegendoelpunt af; Vitesse gaat als zesde op de ranglijst de winterstop in.
- Op 23 december werd bekendgemaakt dat Keisuke Honda Vitesse per direct verlaat.
- De Eredivisie heeft een winterstop van 23 december 2019 t/m 16 januari 2020.
- Op 30 december werd bekendgemaakt dat Edward Sturing de nieuwe hoofdtrainer is tot het einde van het seizoen.

### Januari
- Van 3 t/m 12 januari gaat Vitesse op trainingskamp in Alcantarilha (Portugal). De selectie van 26 man bestaat uit Özgür Aktaş, Bilal Bayazit, Riechedly Bazoer, Matúš Bero, Roy Beerens, Jamal Blackman, Thomas Buitink, Max Clark, Oussama Darfalou, Nouha Dicko, Danilho Doekhi, Navarone Foor, Jay-Roy Grot, Tomáš Hájek, Daan Huisman, Kostas Lamprou, Brend Leeflang, Julian Lelieveld, Bryan Linssen, Million Manhoef, Tim Matavž, Armando Obispo, Yassin Oukili, Remco Pasveer, Oussama Tannane, Patrick Vroegh.
- Op 5 januari maakte Vitesse bekend dat Mohammed Allach vertrekt als technisch directeur; Marc van Hintum neemt de taken op interimbasis over.[10]
- Op 7 januari verloor Vitesse een oefenwedstrijd tegen Servette FC Genève met 0–2. Op deze dag werd ook bekendgemaakt dat Oussama Darfalou voor de rest van het seizoen verhuurd werd aan VVV-Venlo.
- Op 11 januari verloor Vitesse een oefenwedstrijd tegen MSV Duisburg met 1–3. Het Vitesse-doelpunt werd gemaakt door Riechedly Bazoer.
- Op 16 januari keerde huurling Jamal Blackman terug naar Chelsea FC.
- Op 18 januari won Vitesse uit van Fortuna Sittard met 1–3. De Vitesse-doelpunten werden gemaakt door Tim Matavž (2x) en Oussama Tannane.
- Op 22 januari won Vitesse uit van Heracles Almelo met 0–2 in de achtste finale van de KNVB beker. De doelpunten werden gemaakt door Oussama Tannane en Tim Matavž.
- Op 24 januari maakte Vitesse bekend dat Sondre Tronstad een contract heeft getekend tot medio 2023.
- Op 26 januari speelde Vitesse thuis tegen FC Emmen met 1–1 gelijk. Het Vitesse-doelpunt werd gemaakt door Bryan Linssen.
- Op 30 januari maakte Vitesse bekend dat de reeds aan PEC Zwolle verhuurde Thomas Bruns de tweede seizoenshelft wordt uitgeleend aan VVV-Venlo.[11]
- Op 31 januari, de laatste dag van de winter-transferperiode, werden twee nieuwe spelers aangetrokken: Filip Delaveris (drieënhalf-jarig contract) en Joshua Brenet (op huurbasis). Jeroen Houwen vertrok op huurbasis naar Go Ahead Eagles.

### Februari
- Op 1 februari speelde Vitesse uit tegen ADO Den Haag met 0–0 gelijk. De wedstrijd was het debuut van Sondre Tronstad.
- Op 3 februari maakte Vitesse bekend dat Navarone Foor per direct vertrekt naar Al-Ittihad Kalba SC.
- Op 8 februari verloor Vitesse uit van FC Groningen met 1–0. De wedstrijd was het debuut van Joshua Brenet.
- Op 12 februari verloor Vitesse thuis met 0–3 van Ajax in de kwartfinale van de KNVB beker.
- Op 16 februari won Vitesse thuis van sc Heerenveen met 4–2. De Vitesse-doelpunten werden gemaakt door Bryan Linssen (2x), Tim Matavž en Oussama Tannane.
- Op 23 februari verloor Vitesse thuis met 1–2 van PSV. Het Vitesse-doelpunt werd gemaakt door Tim Matavž.
- Op 29 februari verloor Vitesse uit met 4–3 van PEC Zwolle. De Vitesse-doelpunten werden gemaakt door Oussama Tannane (2x) en Tim Matavž.

### Maart
- Op 7 maart won Vitesse thuis van FC Twente met 1–0. Het doelpunt werd gemaakt door Jay-Roy Grot.
- Op 12 maart werden alle voetbalduels tot en met 31 maart afgelast door de KNVB, dit in verband met het Coronavirus.[12] Drie dagen later werd de periode zonder voetbalwedstrijden verlengd tot en met 6 april, waarbij ook stadions en trainingsfaciliteiten gesloten moesten blijven.[13]
- Op 14 maart stond de uitwedstrijd tegen FC Utrecht ingepland, maar ging niet door.
- Op 21 maart stond de thuiswedstrijd tegen Willem II ingepland, maar ging niet door.
- Op 24 maart werd bekend dat er tot 1 juni geen wedstrijden met publiek meer gespeeld zouden worden.[14] Er zijn daarbij drie mogelijke scenario's voor het afronden van de competities van het betaald voetbal: de resterende wedstrijden spelen tot uiterlijk 30 juni, nog na 30 juni of niet meer spelen.
- Op 24 maart maakte Vitesse bekend dat Johannes Spors per april de nieuwe technisch directeur wordt.[15] Hij vervangt Marc van Hintum die de functie sinds januari op interimbasis vervulde.

### April
- Op 1 april maakte Vitesse bekend dat het contract van Julian Lelieveld formeel is opgezegd.[16] Daarnaast werd een optie voor contractverlening van Özgür Aktaş niet gelicht.
- Op 1 april maakte de KNVB bekend dat áls de competitie nog wordt hervat, deze uiterlijk 3 augustus moet worden afgerond.[17] Het scenario om de competitie uiterlijk 30 juni af te ronden ligt niet meer op tafel.
- Op 4 april stond de uitwedstrijd tegen AZ ingepland, maar ging niet door.
- Op 11 april stond de thuiswedstrijd tegen RKC Waalwijk ingepland, maar ging niet door.
- Op 21 april maakte het kabinet bekend dat er tot 1 september geen betaald voetbal meer gespeeld zal worden.[18] De mogelijkheid om het seizoen nog uit te spelen is hiermee definitief vervallen.
- Op 23 april stond de uitwedstrijd tegen Ajax ingepland, maar ging niet door.
- Op 24 april maakte de KNVB bekend dat het seizoen wordt beëindigd met de stand na 26 speelronden.[19] Vitesse eindigt hiermee als zevende. Er is geen kampioen, geen degradatie en de top vijf krijgt de tickets voor Europees voetbal in het komende seizoen.
- Op 26 april stond de thuiswedstrijd tegen Sparta Rotterdam ingepland, maar ging niet door.

### Mei
- Op 3 mei stond de thuiswedstrijd tegen Heracles Almelo ingepland, maar ging niet door.
- Op 4 mei hervatte de A-selectie van Vitesse het gezamenlijk trainen na een onderbreking van ongeveer zeven weken.[20][21] De trainingen zijn besloten, in kleine groepjes en er wordt onderling afstand gehouden.
- Op 7 mei keerde Armando Obispo vervroegd terug naar PSV. De gehuurde verdediger had een lichte blessure.
- Op 10 mei stond de uitwedstrijd tegen  Feyenoord ingepland in de laatste reguliere speelronde van het seizoen, maar ging niet door.
- Op 18 mei maakte Vitesse bekend dat het contract van Remko Pasveer met één seizoen is verlengd tot 2021.
- Op 19 mei maakte Vitesse bekend dat Edward Sturing komend seizoen geen hoofdtrainer meer zal zijn, maar wel weer met een andere rol aan Vitesse verbonden blijft.
- Op 20 mei maakte Vitesse bekend dat Patrick Vroegh een nieuw contract heeft getekend tot 2023.
- Op 26 mei maakte Vitesse bekend dat Thomas Letsch is aangesteld als nieuwe hoofdtrainer.[22] Hij tekende een contract voor twee jaar.
- Op 29 mei werd bekend dat Vitesse het kort geding met GelreDome over verlaging van de stadionhuur heeft verloren.[23][24]

## Tenue
Vitesse speelt dit seizoen in sportkleding van Nike; met deze fabrikant werd een vierjarige overeenkomst afgesloten. Op 2 juli werd het thuisshirt gepresenteerd op de website van Vitesse.
Op 15 juli werd het nieuwe uit-shirt gepresenteerd dat in het teken staat van de Airborne, in verband met de 75-jarige herdenking van de slag om Arnhem. Hierbij werden ook de nieuwe hoofd-sponsoren gepresenteerd: Nederlands Openluchtmuseum (sponsor op het thuis-shirt) en Koninklijke Burgers' Zoo (sponsor op het uit-shirt). Het gezamenlijke motto "Dagje uit in Arnhem!" wordt op beide shirts gedragen.
Succesparken werd in de week na de eerste training gepresenteerd als nieuwe shirtsponsor, de naam kwam op de schouder te staan.
Onveranderd dit seizoen bleef de vermelding van de sponsoren Prins Petfoods (boven het rugnummer), Clean Mat Trucks (mouw) en DunoAir (broek).
In het thuisduel tegen FC Utrecht op 5 oktober 2019 speelde Vitesse met KWF Kankerbestrijding op de borst in plaats van shirtsponsor Nederlands Openluchtmuseum. Deze shirts werden later geveild waarbij de opbrengst ten goede kwam aan onderzoek naar alvleesklierkanker.
Op 8 december werd bekendgemaakt dat SMB Willems als sponsor wordt toegevoegd op de broek.
Op 17 januari 2020 werd bekendgemaakt dat Waterontharder.com als shirtsponsor wordt toegevoegd, onder het rugnummer in plaats van de spelersnaam. Een dag later staat ook Voetbalshop.nl op de schouder.
| Thuis | Uit |

## Clubstatistieken seizoen 2019/20

### Eindstand in Nederlandse Eredivisie
| Stand | Gespeeld | Gewonnen | Gelijk | Verloren | Punten | Doelpunten voor | Doelpunten tegen | Gele kaarten | Twee gele kaarten | Rode kaarten |
| ----- | -------- | -------- | ------ | -------- | ------ | --------------- | ---------------- | ------------ | ----------------- | ------------ |
| 7     | 26       | 12       | 5      | 9        | 41     | 45              | 35               | 48           | 1                 | 2            |

### Stand, punten en doelpunten per speelronde
Winst
Gelijk
Verlies
| Trainer                 | Leonid Slutskiy | Leonid Slutskiy | Leonid Slutskiy | Leonid Slutskiy | Leonid Slutskiy | Leonid Slutskiy | Leonid Slutskiy | Leonid Slutskiy | Leonid Slutskiy | Leonid Slutskiy | Leonid Slutskiy | Leonid Slutskiy | Leonid Slutskiy | Leonid Slutskiy | Leonid Slutskiy | Oosting (a.i.) | Oosting (a.i.) | Oosting (a.i.) | Edward Sturing | Edward Sturing | Edward Sturing | Edward Sturing | Edward Sturing | Edward Sturing | Edward Sturing | Edward Sturing | Edward Sturing | Edward Sturing | Edward Sturing | Edward Sturing | Edward Sturing | Edward Sturing | Edward Sturing | Edward Sturing |
| Punten per speelronde   | 1               | 3               | 3               | 1               | 3               | 0               | 3               | 3               | 3               | 3               | 0               | 0               | 0               | 0               | 0               | 1              | 3              | 3              | 3              | 1              | 1              | 0              | 3              | 0              | 0              | 3              | -              |                |                |                |                |                |                |                |
| Punten na speelronde    | 1               | 4               | 7               | 8               | 11              | 11              | 14              | 17              | 20              | 23              | 23              | 23              | 23              | 23              | 23              | 24             | 27             | 30             | 33             | 34             | 35             | 35             | 38             | 38             | 38             | 41             | 41             |                |                |                |                |                |                |                |
| Stand na speelronde     | 7               | 6               | 3               | 5               | 3               | 5               | 4               | 4               | 4               | 3               | 4               | 5               | 5               | 5               | 9               | 9              | 8              | 6              | 6              | 6              | 6              |                |                |                |                |                | 7              |                |                |                |                |                |                |                |
| Goals per speelronde    | 2               | 2               | 3               | 1               | 2               | 0               | 4               | 2               | 2               | 4               | 0               | 1               | 1               | 0               | 2               | 0              | 3              | 3              | 3              | 1              | 0              | 0              | 4              | 1              | 3              | 1              | -              |                |                |                |                |                |                |                |
| Goals na speelronde     | 2               | 4               | 7               | 8               | 10              | 10              | 14              | 16              | 18              | 22              | 22              | 23              | 24              | 24              | 26              | 26             | 29             | 32             | 35             | 36             | 36             | 36             | 40             | 41             | 44             | 45             | 45             |                |                |                |                |                |                |                |
| Doelsaldo na speelronde | 0               | +2              | +5              | +5              | +6              | +1              | +3              | +4              | +5              | +9              | +7              | +6              | +5              | +3              | +2              | +2             | +5             | +8             | +10            | +10            | +10            | +9             | +11            | +10            | +9             | +10            | +10            |                |                |                |                |                |                |                |

| (Eind)stand | Kwalificatie voor                                 |
| ----------- | ------------------------------------------------- |
| 1e          | Voorronde Champions League                        |
| 2e          | Voorronde Champions League                        |
| 3e          | Voorronde Europa League                           |
| 4e t/m 7e   | Play-offs voor voorronde Europa League            |
| 8e t/m 15e  | –                                                 |
|             | KNVB beker winnaar, groepsfase Europa League      |
| 16e         | Play-offs tegen degradatie naar de Eerste divisie |
| 17e & 18e   | Degradatie naar de Eerste divisie                 |

### Toeschouwersaantallen
| Tegenstander              | ADO    | AJA    | AZ     | EMM    | FEY    | FOR    | GRO    | HEE    | HER | PEC    | PSV    | RKC | SPA | TWE    | UTR    | VVV    | WIL | Totaal (Gem.)    |
| ------------------------- | ------ | ------ | ------ | ------ | ------ | ------ | ------ | ------ | --- | ------ | ------ | --- | --- | ------ | ------ | ------ | --- | ---------------- |
| Vitesse thuis (GelreDome) | 12.663 | 18.100 | 13.290 | 13.265 | 16.455 | 20.800 | 12.590 | 14.113 | -   | 12.273 | 15.509 | -   | -   | 14.210 | 12.704 | 13.454 | -   | 189.426 (14.571) |
| Vitesse uit               | 162    | -      | -      | 316    | -      | 193    | 96     | 109    | 380 | 500    | 230    | 327 | 492 | 304    | -      | 344    | 288 | 3.741 (288)      |

### Topscorers
| Nr.    | Naam                | Goal |
| ------ | ------------------- | ---- |
| 1.     | Bryan Linssen       | 14   |
| 2.     | Tim Matavž          | 12   |
| 3.     | Oussama Tannane     | 5    |
| 4.     | Nouha Dicko         | 4    |
| 5.     | Riechedly Bazoer    | 3    |
| 5.     | Matúš Bero          | 3    |
| 7.     | Jay-Roy Grot        | 2    |
| 8.     | Max Clark           | 1    |
| 8.     | Vyacheslav Karavaev | 1    |
| Totaal | Totaal              | 45   |

| Nr.    | Naam             | Goal |
| ------ | ---------------- | ---- |
| 1.     | Oussama Darfalou | 2    |
| 2.     | Thomas Buitink   | 1    |
| 2.     | Nouha Dicko      | 1    |
| 2.     | Tomáš Hájek      | 1    |
| 2.     | Tim Matavž       | 1    |
| 2.     | Oussama Tannane  | 1    |
| 2.     | Patrick Vroegh   | 1    |
| Totaal | Totaal           | 8    |

| Nr.    | Naam                | Goal |
| ------ | ------------------- | ---- |
| 1.     | Bryan Linssen       | 14   |
| 2.     | Tim Matavž          | 13   |
| 3.     | Oussama Tannane     | 6    |
| 4.     | Nouha Dicko         | 5    |
| 5.     | Riechedly Bazoer    | 3    |
| 5.     | Matúš Bero          | 3    |
| 7.     | Oussama Darfalou    | 2    |
| 7.     | Jay-Roy Grot        | 2    |
| 9.     | Thomas Buitink      | 1    |
| 9.     | Max Clark           | 1    |
| 9.     | Tomáš Hájek         | 1    |
| 9.     | Vyacheslav Karavaev | 1    |
| 9.     | Patrick Vroegh      | 1    |
| Totaal | Totaal              | 53   |

## Staf eerste elftal 2019/20
Voorafgaand aan het seizoen vonden een aantal wijzigingen plaats in de staf van het eerste elftal:
- Op 21 juni 2019 maakte Vitesse bekend dat Edward Sturing niet langer assistent-trainer actief zou zijn maar een andere functie kreeg binnen de club.[33]
- De broers Alexey en Vasily Berezutskiy liepen de tweede helft van het afgelopen seizoen mee in de staf als stagiair en traden nu beide aan als assistent-trainer.
- Het contract van keepers- en assistent-trainer Raimond van der Gouw werd met twee jaar verlengd tot 2021.[34]

- Op 23 augustus werd bekend dat fysiotherapeut Jesper Gabriëls vertrok.[35]

- Na vijf competitienederlagen op rij vertrok hoofdtrainer Leonid Slutskiy op 29 november 2019.[36] Een dag later werd bekend dat ook de assistent-trainers Oleg Yarovinskiy, Alexey Berezutskiy en Vasily Berezutskiy vertrekken met Slutskiy.[37]

- Op 3 december werd Joseph Oosting op interim-basis aangesteld als hoofdtrainer. De staf werd verder versterkt met het aanstellen van assistent-trainer Tim Cornelisse.[38] Oosting beschikte niet over de vereiste papieren maar Vitesse kreeg dispensatie van de KNVB tot het einde van het jaar.[39]

- Op 30 december werd bekendgemaakt dat Edward Sturing de nieuwe hoofdtrainer is tot het einde van het seizoen.[40] Joseph Oosting werd hierbij aangesteld als nieuwe assistent-trainer, Tim Cornelisse stopte zijn taken bij het eerste elftal.

Overzicht staf eerste elftal
|                    | Naam                 | Functie                                         | Contract tot        |
| ------------------ | -------------------- | ----------------------------------------------- | ------------------- |
| Vlag van Nederland | Edward Sturing       | Hoofdtrainer*2                                  | 30 juni 2020/2021*2 |
| Vlag van Rusland   | Leonid Slutskiy      | Hoofdtrainer                                    | 30 juni 2020        |
| Vlag van Nederland | Joseph Oosting       | Assistent-trainer*3 Hoofdtrainer (ad interim)*1 |                     |
| Vlag van Nederland | Nicky Hofs           | Assistent-trainer                               | 30 juni 2021        |
| Vlag van Nederland | Tim Cornelisse       | Assistent-trainer*1                             |                     |
| Vlag van Nederland | Raimond van der Gouw | Keepers- en assistent-trainer                   | 30 juni 2021        |
| Vlag van Rusland   | Oleg Yarovinskiy     | Assistent-trainer                               | 30 juni 2020        |
| Vlag van Rusland   | Alexey Berezutskiy   | Assistent-trainer                               | 30 juni 2020        |
| Vlag van Rusland   | Vasily Berezutskiy   | Assistent-trainer                               | 30 juni 2020        |
| Vlag van Nederland | Jan van Norel        | Fysiektrainer                                   |                     |
| Vlag van Nederland | Tim Arends           | Fysiektrainer                                   |                     |
| Vlag van Nederland | Kevin Balvers        | Video-analist                                   | 30 juni 2020        |
| Vlag van Nederland | Pieter Sengkerij     | Clubarts                                        |                     |
| Vlag van Nederland | Jos Kortekaas        | Coördinator medische staf / fysiotherapeut      |                     |
| Vlag van Nederland | Jesper Gabriëls      | Fysiotherapeut                                  |                     |
| Vlag van Nederland | Mirjam Clifford      | Teammanager                                     |                     |
| Vlag van Nederland | Marco Kamphuis       | Materiaalman                                    |                     |
| Vlag van Nederland | Chris van Dee        | Materiaalman                                    |                     |

*1 Aangesteld per 3 december 2019 tot het einde van het jaar.

*2 Op 30 december 2019 werd Sturing aangesteld als hoofdtrainer tot het einde van het seizoen; hij had al een lopend contract tot medio 2021 bij Vitesse.

*3 Oosting werd als assistent-trainer aangesteld na zijn interim periode als hoofdtrainer.

## Selectie in het seizoen 2019/20
Tot de selectie 2019/20 worden alle spelers gerekend die gedurende (een deel van) het seizoen tot de selectie van het eerste elftal hebben behoord volgens de Vitesse-website, dus ook als ze bijvoorbeeld geen wedstrijd gespeeld hebben of tijdens het seizoen zijn vertrokken naar een andere club. De spelers van de Vitesse Voetbal Academie worden hier ook tot de selectie gerekend, als ze bij minimaal één officiële wedstrijd van het eerste elftal tot de wedstrijdselectie behoorden.

### Selectie
| Nr.             | Nat.                                       | Naam                  | Contract        | Geboortedatum     | Seizoen         | Vorige club                       | Debuut Vitesse    |
| Doelverdediging | Doelverdediging                            | Doelverdediging       | Doelverdediging | Doelverdediging   | Doelverdediging | Doelverdediging                   | Doelverdediging   |
| --------------- | ------------------------------------------ | --------------------- | --------------- | ----------------- | --------------- | --------------------------------- | ----------------- |
| 40              | Vlag van Nederland                         | Bilal Bayazit         | 2021            | 8 april 1999      | 3e              | Vitesse Voetbal Academie          | –                 |
| 0?              | Vlag van Engeland                          | Jamal Blackman*2      | 2020 (huur)     | 27 oktober 1993   | 1e              | Chelsea FC                        | –                 |
| 24              | Vlag van Nederland                         | Jeroen Houwen*2       | 2021            | 18 februari 1996  | 7e              | Telstar (verhuur Vitesse)         | 19 november 2017  |
| 01              | Vlag van Griekenland                       | Kostas Lamprou        | 2020            | 18 september 1991 | 1e              | AFC Ajax                          | 29 oktober 2019   |
| 22              | Vlag van Nederland                         | Remko Pasveer         | 2021            | 8 november 1983   | 3e              | PSV                               | 5 augustus 2017   |
| Verdediging     |                                            |                       |                 |                   |                 |                                   |                   |
| 32              | Vlag van Nederland                         | Özgür Aktaş*1         | 2020            | 13 februari 1997  | 2e              | Vitesse Voetbal Academie          | 17 december 2019  |
| 28              | Vlag van Nederland                         | Joshua Brenet         | 2020 (huur)     | 20 maart 1994     | 1e              | TSG 1899 Hoffenheim               | 8 februari 2020   |
| 05              | Vlag van Engeland                          | Max Clark             | 2021            | 19 januari 1996   | 2e              | Hull City                         | 9 augustus 2018   |
| 17              | Vlag van Israël                            | Eli Dasa              | 2022            | 3 december 1992   | 1e              | Maccabi Tel Aviv FC               | 29 september 2019 |
| 30              | Vlag van Nederland                         | Danilho Doekhi        | 2022            | 30 juni 1998      | 2e              | AFC Ajax                          | 26 september 2018 |
| 18              | Vlag van Tsjechië                          | Tomáš Hájek           | 2022            | 1 december 1991   | 1e              | FC Viktoria Pilsen                | 29 oktober 2019   |
| 08              | Vlag van Rusland                           | Vyacheslav Karavaev*2 | 2021            | 20 mei 1995       | 3e              | Sparta Praag                      | 11 februari 2018  |
| 02              | Vlag van Nederland                         | Julian Lelieveld      | 2020            | 24 november 1997  | 4e              | Go Ahead Eagles (verhuur Vitesse) | 30 juli 2015      |
| 03              | Vlag van Nederland                         | Armando Obispo        | 2020 (huur)     | 5 maart 1999      | 1e              | PSV                               | 3 augustus 2019   |
| 26              | Vlag van Denemarken                        | Rasmus Thelander*2    | 2021            | 9 juli 1991       | 2e              | FC Zürich                         | 26 juli 2018      |
| Middenveld      |                                            |                       |                 |                   |                 |                                   |                   |
| 23              | Vlag van Saoedi-Arabië · Vlag van Engeland | Mukhtar Ali*2         | 2020            | 30 oktober 1997   | 4e              | Chelsea FC                        | 19 februari 2017  |
| 10              | Vlag van Nederland                         | Riechedly Bazoer      | 2022            | 12 oktober 1996   | 1e              | VfL Wolfsburg                     | 3 augustus 2019   |
| 21              | Vlag van Slowakije                         | Matúš Bero            | 2022            | 6 september 1995  | 2e              | Trabzonspor                       | 26 juli 2018      |
| 20              | Vlag van Nederland                         | Thomas Bruns*2        | 2021            | 7 januari 1992    | 3e              | FC Groningen (verhuur Vitesse)    | 5 augustus 2017   |
| 25              | Vlag van Nederland                         | Navarone Foor*2       | 2020            | 4 februari 1992   | 4e              | NEC                               | 11 september 2016 |
| 33              | Vlag van Japan                             | Keisuke Honda*2       | 2020            | 13 juni 1986      | 1e              | Melbourne Victory                 | 24 november 2019  |
| 39              | Vlag van Nederland                         | Brend Leeflang*3      | ?               | ?                 | 1e              | Vitesse Voetbal Academie          | –                 |
| 27              | Vlag van België                            | Charly Musonda jr.    | 2020 (huur)     | 15 oktober 1996   | 2e              | Chelsea FC                        | 12 mei 2019       |
| 37              | Vlag van Nederland                         | Yassin Oukili*3       | 2022            | 3 januari 2001    | 1e              | Vitesse Voetbal Academie          | 14 december 2019  |
| 17              | Vlag van Zuid-Afrika                       | Thulani Serero*2      | 2020            | 11 april 1990     | 3e              | AFC Ajax                          | 5 augustus 2017   |
| 08              | Vlag van Noorwegen                         | Sondre Tronstad       | 2023            | 26 augustus 1995  | 1e              | FK Haugesund                      | 1 februari 2020   |
| 36              | Vlag van Nederland                         | Patrick Vroegh*1      | 2023            | 29 november 1999  | 1e              | Vitesse Voetbal Academie          | 19 oktober 2019   |
| Aanval          |                                            |                       |                 |                   |                 |                                   |                   |
| 16              | Vlag van Nederland                         | Roy Beerens           | 2021            | 22 december 1987  | 3e              | Reading FC                        | 2 februari 2018   |
| 29              | Vlag van Nederland                         | Thomas Buitink        | 2022            | 14 juni 2000      | 3e              | Vitesse Voetbal Academie          | 11 februari 2018  |
| 13              | Vlag van Algerije                          | Oussama Darfalou*2    | 2022            | 29 september 1993 | 2e              | USM Alger                         | 12 augustus 2018  |
| 15              | Vlag van Noorwegen                         | Filip Delaveris       | 2023            | 10 december 2000  | 1e              | Odds BK                           | –                 |
| 20              | Vlag van Mali · Vlag van Frankrijk         | Nouha Dicko           | 2020 (huur)     | 14 mei 1992       | 1e              | Hull City                         | 14 september 2019 |
| 19              | Vlag van Nigeria                           | Hilary Gong           | 2022            | 10 oktober 1998   | 2e              | AS Trenčín                        | 26 juli 2018      |
| 07              | Vlag van Nederland                         | Jay-Roy Grot          | 2020 (huur)     | 13 maart 1998     | 1e              | Leeds United                      | 3 augustus 2019   |
| 11              | Vlag van Nederland                         | Bryan Linssen         | 2020            | 8 oktober 1990    | 3e              | FC Groningen                      | 5 augustus 2017   |
| 09              | Vlag van Slovenië                          | Tim Matavž            | 2020            | 13 januari 1989   | 3e              | FC Augsburg                       | 5 augustus 2017   |
| 38              | Vlag van Nederland                         | Richie Musaba         | 2022            | 6 december 2000   | 2e              | Vitesse Voetbal Academie          | 12 mei 2019       |
| 14              | Vlag van Marokko · Vlag van Nederland      | Oussama Tannane       | 2022            | 23 maart 1994     | 1e              | AS Saint-Étienne                  | 3 augustus 2019   |

*1 Betreft een speler die aanvankelijk tot de selectie van Vitesse O21 behoorde en gedurende het seizoen aansloot bij het eerste elftal.

*2 Speler vertrok gedurende het seizoen.

*3 Betreft een speler van de Vitesse Voetbal Academie.

### Statistieken
Legenda
| - W Wedstrijden - Doelpunten | - Gele kaarten (inclusief 2× geel) - 2× gele kaart in 1 wedstrijd - Rode kaarten (inclusief 2× geel) | - B Bankzitter, zonder speeltijd - min Speelminuten (exclusief blessuretijd) |

| Naam                | Eredivisie      | Eredivisie      | Eredivisie      | Eredivisie      | Eredivisie      | Eredivisie      | Eredivisie      |                 | KNVB beker      | KNVB beker      | KNVB beker      | KNVB beker      | KNVB beker      | KNVB beker      | KNVB beker      |                 | Totaal          | Totaal          | Totaal          | Totaal          | Totaal          | Totaal          | Totaal          |                 |                 |                 |                 |                 |                 |                 |                 |                 |                 |                 |                 |                 |                 |                 |                 |                 |                 |                 |                 |                 |                 |                 |                 |
| Naam                | W               |                 |                 |                 |                 | B               | min             |                 | W               |                 |                 |                 |                 | B               | min             |                 | W               |                 |                 |                 |                 | B               | min             |                 |                 |                 |                 |                 |                 |                 |                 |                 |                 |                 |                 |                 |                 |                 |                 |                 |                 |                 |                 |                 |                 |                 |                 |
| Doelverdediging     | Doelverdediging | Doelverdediging | Doelverdediging | Doelverdediging | Doelverdediging | Doelverdediging | Doelverdediging | Doelverdediging | Doelverdediging | Doelverdediging | Doelverdediging | Doelverdediging | Doelverdediging | Doelverdediging | Doelverdediging | Doelverdediging | Doelverdediging | Doelverdediging | Doelverdediging | Doelverdediging | Doelverdediging | Doelverdediging | Doelverdediging | Doelverdediging | Doelverdediging | Doelverdediging | Doelverdediging | Doelverdediging | Doelverdediging | Doelverdediging | Doelverdediging | Doelverdediging | Doelverdediging | Doelverdediging | Doelverdediging | Doelverdediging | Doelverdediging | Doelverdediging | Doelverdediging | Doelverdediging | Doelverdediging | Doelverdediging | Doelverdediging | Doelverdediging | Doelverdediging | Doelverdediging | Doelverdediging |
| ------------------- | --------------- | --------------- | --------------- | --------------- | --------------- | --------------- | --------------- | --------------- | --------------- | --------------- | --------------- | --------------- | --------------- | --------------- | --------------- | --------------- | --------------- | --------------- | --------------- | --------------- | --------------- | --------------- | --------------- | --------------- | --------------- | --------------- | --------------- | --------------- | --------------- | --------------- | --------------- | --------------- | --------------- | --------------- | --------------- | --------------- | --------------- | --------------- | --------------- | --------------- | --------------- | --------------- | --------------- | --------------- | --------------- | --------------- | --------------- |
| Bilal Bayazit       | 0               | 0               | 0               | 0               | 0               | 16              | 0               |                 | 0               | 0               | 0               | 0               | 0               | 4               | 0               |                 | 0               | 0               | 0               | 0               | 0               | 20              | 0               |                 |                 |                 |                 |                 |                 |                 |                 |                 |                 |                 |                 |                 |                 |                 |                 |                 |                 |                 |                 |                 |                 |                 |                 |
| Jeroen Houwen       | 0               | 0               | 0               | 0               | 0               | 0               | 0               |                 | 0               | 0               | 0               | 0               | 0               | 0               | 0               |                 | 0               | 0               | 0               | 0               | 0               | 0               | 0               |                 |                 |                 |                 |                 |                 |                 |                 |                 |                 |                 |                 |                 |                 |                 |                 |                 |                 |                 |                 |                 |                 |                 |                 |
| Kostas Lamprou      | 0               | 0               | 0               | 0               | 0               | 26              | 0               |                 | 2               | 0               | 0               | 0               | 0               | 2               | 180             |                 | 2               | 0               | 0               | 0               | 0               | 28              | 180             |                 |                 |                 |                 |                 |                 |                 |                 |                 |                 |                 |                 |                 |                 |                 |                 |                 |                 |                 |                 |                 |                 |                 |                 |
| Remko Pasveer       | 26              | 0               | 0               | 0               | 0               | 0               | 2340            |                 | 2               | 0               | 0               | 0               | 0               | 2               | 180             |                 | 28              | 0               | 0               | 0               | 0               | 2               | 2520            |                 |                 |                 |                 |                 |                 |                 |                 |                 |                 |                 |                 |                 |                 |                 |                 |                 |                 |                 |                 |                 |                 |                 |                 |
| Verdediging         |                 |                 |                 |                 |                 |                 |                 |                 |                 |                 |                 |                 |                 |                 |                 |                 |                 |                 |                 |                 |                 |                 |                 |                 |                 |                 |                 |                 |                 |                 |                 |                 |                 |                 |                 |                 |                 |                 |                 |                 |                 |                 |                 |                 |                 |                 |                 |
| Özgür Aktaş         | 0               | 0               | 0               | 0               | 0               | 12              | 0               |                 | 1               | 0               | 0               | 0               | 0               | 3               | 5               |                 | 1               | 0               | 0               | 0               | 0               | 15              | 5               |                 |                 |                 |                 |                 |                 |                 |                 |                 |                 |                 |                 |                 |                 |                 |                 |                 |                 |                 |                 |                 |                 |                 |                 |
| Joshua Brenet       | 4               | 0               | 0               | 0               | 0               | 1               | 258             |                 | 0               | 0               | 0               | 0               | 0               | 1               | 0               |                 | 4               | 0               | 0               | 0               | 0               | 2               | 258             |                 |                 |                 |                 |                 |                 |                 |                 |                 |                 |                 |                 |                 |                 |                 |                 |                 |                 |                 |                 |                 |                 |                 |                 |
| Max Clark           | 23              | 1               | 2               | 0               | 0               | 2               | 1969            |                 | 4               | 0               | 0               | 0               | 0               | 0               | 349             |                 | 27              | 1               | 2               | 0               | 0               | 2               | 2318            |                 |                 |                 |                 |                 |                 |                 |                 |                 |                 |                 |                 |                 |                 |                 |                 |                 |                 |                 |                 |                 |                 |                 |                 |
| Eli Dasa            | 10              | 0               | 0               | 0               | 0               | 1               | 843             |                 | 1               | 0               | 0               | 0               | 0               | 1               | 90              |                 | 11              | 0               | 0               | 0               | 0               | 2               | 933             |                 |                 |                 |                 |                 |                 |                 |                 |                 |                 |                 |                 |                 |                 |                 |                 |                 |                 |                 |                 |                 |                 |                 |                 |
| Danilho Doekhi      | 26              | 0               | 2               | 0               | 0               | 0               | 2340            |                 | 4               | 0               | 0               | 0               | 0               | 0               | 355             |                 | 30              | 0               | 2               | 0               | 0               | 0               | 2695            |                 |                 |                 |                 |                 |                 |                 |                 |                 |                 |                 |                 |                 |                 |                 |                 |                 |                 |                 |                 |                 |                 |                 |                 |
| Tomáš Hájek         | 0               | 0               | 0               | 0               | 0               | 25              | 0               |                 | 2               | 1               | 0               | 0               | 0               | 2               | 180             |                 | 2               | 1               | 0               | 0               | 0               | 27              | 180             |                 |                 |                 |                 |                 |                 |                 |                 |                 |                 |                 |                 |                 |                 |                 |                 |                 |                 |                 |                 |                 |                 |                 |                 |
| Vyacheslav Karavaev | 5               | 1               | 1               | 0               | 0               | 0               | 450             |                 | 0               | 0               | 0               | 0               | 0               | 0               | 0               |                 | 5               | 1               | 1               | 0               | 0               | 0               | 450             |                 |                 |                 |                 |                 |                 |                 |                 |                 |                 |                 |                 |                 |                 |                 |                 |                 |                 |                 |                 |                 |                 |                 |                 |
| Julian Lelieveld    | 16              | 0               | 3               | 0               | 1               | 9               | 1232            |                 | 4               | 0               | 0               | 0               | 0               | 0               | 360             |                 | 20              | 0               | 3               | 0               | 1               | 9               | 1592            |                 |                 |                 |                 |                 |                 |                 |                 |                 |                 |                 |                 |                 |                 |                 |                 |                 |                 |                 |                 |                 |                 |                 |                 |
| Armando Obispo      | 26              | 0               | 1               | 0               | 0               | 0               | 2337            |                 | 2               | 0               | 0               | 0               | 0               | 2               | 180             |                 | 28              | 0               | 1               | 0               | 0               | 2               | 2517            |                 |                 |                 |                 |                 |                 |                 |                 |                 |                 |                 |                 |                 |                 |                 |                 |                 |                 |                 |                 |                 |                 |                 |                 |
| Rasmus Thelander    | 0               | 0               | 0               | 0               | 0               | 0               | 0               |                 | 0               | 0               | 0               | 0               | 0               | 0               | 0               |                 | 0               | 0               | 0               | 0               | 0               | 0               | 0               |                 |                 |                 |                 |                 |                 |                 |                 |                 |                 |                 |                 |                 |                 |                 |                 |                 |                 |                 |                 |                 |                 |                 |                 |
| Middenveld          |                 |                 |                 |                 |                 |                 |                 |                 |                 |                 |                 |                 |                 |                 |                 |                 |                 |                 |                 |                 |                 |                 |                 |                 |                 |                 |                 |                 |                 |                 |                 |                 |                 |                 |                 |                 |                 |                 |                 |                 |                 |                 |                 |                 |                 |                 |                 |
| Mukhtar Ali         | 0               | 0               | 0               | 0               | 0               | 4               | 0               |                 | 0               | 0               | 0               | 0               | 0               | 0               | 0               |                 | 0               | 0               | 0               | 0               | 0               | 4               | 0               |                 |                 |                 |                 |                 |                 |                 |                 |                 |                 |                 |                 |                 |                 |                 |                 |                 |                 |                 |                 |                 |                 |                 |                 |
| Riechedly Bazoer    | 22              | 3               | 7               | 1               | 1               | 0               | 1718            |                 | 3               | 0               | 0               | 0               | 0               | 1               | 270             |                 | 25              | 3               | 7               | 1               | 1               | 1               | 1988            |                 |                 |                 |                 |                 |                 |                 |                 |                 |                 |                 |                 |                 |                 |                 |                 |                 |                 |                 |                 |                 |                 |                 |                 |
| Matúš Bero          | 22              | 3               | 9               | 0               | 0               | 0               | 1867            |                 | 4               | 0               | 1               | 0               | 0               | 0               | 360             |                 | 26              | 3               | 10              | 0               | 0               | 0               | 2227            |                 |                 |                 |                 |                 |                 |                 |                 |                 |                 |                 |                 |                 |                 |                 |                 |                 |                 |                 |                 |                 |                 |                 |                 |
| Thomas Bruns        | 0               | 0               | 0               | 0               | 0               | 0               | 0               |                 | 0               | 0               | 0               | 0               | 0               | 0               | 0               |                 | 0               | 0               | 0               | 0               | 0               | 0               | 0               |                 |                 |                 |                 |                 |                 |                 |                 |                 |                 |                 |                 |                 |                 |                 |                 |                 |                 |                 |                 |                 |                 |                 |                 |
| Navarone Foor       | 17              | 0               | 1               | 0               | 0               | 2               | 952             |                 | 1               | 0               | 0               | 0               | 0               | 1               | 12              |                 | 18              | 0               | 1               | 0               | 0               | 3               | 964             |                 |                 |                 |                 |                 |                 |                 |                 |                 |                 |                 |                 |                 |                 |                 |                 |                 |                 |                 |                 |                 |                 |                 |                 |
| Keisuke Honda       | 4               | 0               | 2               | 0               | 0               | 0               | 270             |                 | 0               | 0               | 0               | 0               | 0               | 0               | 0               |                 | 4               | 0               | 2               | 0               | 0               | 0               | 270             |                 |                 |                 |                 |                 |                 |                 |                 |                 |                 |                 |                 |                 |                 |                 |                 |                 |                 |                 |                 |                 |                 |                 |                 |
| Brend Leeflang      | 0               | 0               | 0               | 0               | 0               | 4               | 0               |                 | 0               | 0               | 0               | 0               | 0               | 1               | 0               |                 | 0               | 0               | 0               | 0               | 0               | 5               | 0               |                 |                 |                 |                 |                 |                 |                 |                 |                 |                 |                 |                 |                 |                 |                 |                 |                 |                 |                 |                 |                 |                 |                 |                 |
| Charly Musonda jr.  | 3               | 0               | 0               | 0               | 0               | 0               | 64              |                 | 0               | 0               | 0               | 0               | 0               | 0               | 0               |                 | 3               | 0               | 0               | 0               | 0               | 0               | 64              |                 |                 |                 |                 |                 |                 |                 |                 |                 |                 |                 |                 |                 |                 |                 |                 |                 |                 |                 |                 |                 |                 |                 |                 |
| Yassin Oukili       | 3               | 0               | 0               | 0               | 0               | 3               | 70              |                 | 0               | 0               | 0               | 0               | 0               | 2               | 0               |                 | 3               | 0               | 0               | 0               | 0               | 5               | 70              |                 |                 |                 |                 |                 |                 |                 |                 |                 |                 |                 |                 |                 |                 |                 |                 |                 |                 |                 |                 |                 |                 |                 |                 |
| Thulani Serero      | 3               | 0               | 0               | 0               | 0               | 0               | 217             |                 | 0               | 0               | 0               | 0               | 0               | 0               | 0               |                 | 3               | 0               | 0               | 0               | 0               | 0               | 217             |                 |                 |                 |                 |                 |                 |                 |                 |                 |                 |                 |                 |                 |                 |                 |                 |                 |                 |                 |                 |                 |                 |                 |                 |
| Sondre Tronstad     | 6               | 0               | 1               | 0               | 0               | 0               | 465             |                 | 1               | 0               | 0               | 0               | 0               | 0               | 90              |                 | 7               | 0               | 1               | 0               | 0               | 0               | 555             |                 |                 |                 |                 |                 |                 |                 |                 |                 |                 |                 |                 |                 |                 |                 |                 |                 |                 |                 |                 |                 |                 |                 |                 |
| Patrick Vroegh      | 7               | 0               | 0               | 0               | 0               | 18              | 254             |                 | 4               | 1               | 0               | 0               | 0               | 0               | 184             |                 | 11              | 1               | 0               | 0               | 0               | 18              | 438             |                 |                 |                 |                 |                 |                 |                 |                 |                 |                 |                 |                 |                 |                 |                 |                 |                 |                 |                 |                 |                 |                 |                 |                 |
| Aanval              |                 |                 |                 |                 |                 |                 |                 |                 |                 |                 |                 |                 |                 |                 |                 |                 |                 |                 |                 |                 |                 |                 |                 |                 |                 |                 |                 |                 |                 |                 |                 |                 |                 |                 |                 |                 |                 |                 |                 |                 |                 |                 |                 |                 |                 |                 |                 |
| Roy Beerens         | 0               | 0               | 0               | 0               | 0               | 0               | 0               |                 | 0               | 0               | 0               | 0               | 0               | 0               | 0               |                 | 0               | 0               | 0               | 0               | 0               | 0               | 0               |                 |                 |                 |                 |                 |                 |                 |                 |                 |                 |                 |                 |                 |                 |                 |                 |                 |                 |                 |                 |                 |                 |                 |                 |
| Thomas Buitink      | 17              | 0               | 3               | 0               | 0               | 9               | 389             |                 | 3               | 1               | 0               | 0               | 0               | 1               | 162             |                 | 20              | 1               | 3               | 0               | 0               | 10              | 551             |                 |                 |                 |                 |                 |                 |                 |                 |                 |                 |                 |                 |                 |                 |                 |                 |                 |                 |                 |                 |                 |                 |                 |                 |
| Oussama Darfalou    | 6               | 0               | 1               | 0               | 0               | 12              | 54              |                 | 2               | 2               | 0               | 0               | 0               | 0               | 147             |                 | 8               | 2               | 1               | 0               | 0               | 12              | 201             |                 |                 |                 |                 |                 |                 |                 |                 |                 |                 |                 |                 |                 |                 |                 |                 |                 |                 |                 |                 |                 |                 |                 |                 |
| Filip Delaveris     | 0               | 0               | 0               | 0               | 0               | 0               | 0               |                 | 0               | 0               | 0               | 0               | 0               | 0               | 0               |                 | 0               | 0               | 0               | 0               | 0               | 0               | 0               |                 |                 |                 |                 |                 |                 |                 |                 |                 |                 |                 |                 |                 |                 |                 |                 |                 |                 |                 |                 |                 |                 |                 |                 |
| Nouha Dicko         | 19              | 4               | 1               | 0               | 0               | 1               | 1214            |                 | 3               | 1               | 0               | 0               | 0               | 1               | 133             |                 | 22              | 5               | 1               | 0               | 0               | 2               | 1347            |                 |                 |                 |                 |                 |                 |                 |                 |                 |                 |                 |                 |                 |                 |                 |                 |                 |                 |                 |                 |                 |                 |                 |                 |
| Hilary Gong         | 1               | 0               | 0               | 0               | 0               | 0               | 24              |                 | 0               | 0               | 0               | 0               | 0               | 0               | 0               |                 | 1               | 0               | 0               | 0               | 0               | 0               | 24              |                 |                 |                 |                 |                 |                 |                 |                 |                 |                 |                 |                 |                 |                 |                 |                 |                 |                 |                 |                 |                 |                 |                 |                 |
| Jay-Roy Grot        | 22              | 2               | 1               | 0               | 0               | 4               | 847             |                 | 3               | 0               | 0               | 0               | 0               | 1               | 142             |                 | 25              | 2               | 1               | 0               | 0               | 5               | 989             |                 |                 |                 |                 |                 |                 |                 |                 |                 |                 |                 |                 |                 |                 |                 |                 |                 |                 |                 |                 |                 |                 |                 |                 |
| Bryan Linssen       | 25              | 14              | 6               | 0               | 0               | 0               | 2128            |                 | 3               | 0               | 1               | 0               | 0               | 0               | 226             |                 | 28              | 14              | 7               | 0               | 0               | 0               | 2354            |                 |                 |                 |                 |                 |                 |                 |                 |                 |                 |                 |                 |                 |                 |                 |                 |                 |                 |                 |                 |                 |                 |                 |                 |
| Tim Matavž          | 25              | 12              | 2               | 0               | 0               | 0               | 2048            |                 | 2               | 1               | 2               | 1               | 1               | 2               | 167             |                 | 27              | 13              | 4               | 1               | 1               | 2               | 2215            |                 |                 |                 |                 |                 |                 |                 |                 |                 |                 |                 |                 |                 |                 |                 |                 |                 |                 |                 |                 |                 |                 |                 |                 |
| Richie Musaba       | 0               | 0               | 0               | 0               | 0               | 0               | 0               |                 | 0               | 0               | 0               | 0               | 0               | 0               | 0               |                 | 0               | 0               | 0               | 0               | 0               | 0               | 0               |                 |                 |                 |                 |                 |                 |                 |                 |                 |                 |                 |                 |                 |                 |                 |                 |                 |                 |                 |                 |                 |                 |                 |                 |
| Oussama Tannane     | 17              | 5               | 5               | 0               | 0               | 1               | 1347            |                 | 3               | 1               | 0               | 0               | 0               | 0               | 181             |                 | 20              | 6               | 5               | 0               | 0               | 1               | 1528            |                 |                 |                 |                 |                 |                 |                 |                 |                 |                 |                 |                 |                 |                 |                 |                 |                 |                 |                 |                 |                 |                 |                 |                 |
| Totaal              | 26              | 45              | 48              | 1               | 2               | 150             | 2340            |                 | 4               | 8               | 4               | 1               | 1               | 27              | 360             |                 | 30              | 53              | 52              | 2               | 3               | 177             | 2700            |                 |                 |                 |                 |                 |                 |                 |                 |                 |                 |                 |                 |                 |                 |                 |                 |                 |                 |                 |                 |                 |                 |                 |                 |
|                     | W               |                 |                 |                 |                 | B               | min             |                 | W               |                 |                 |                 |                 | B               | min             |                 | W               |                 |                 |                 |                 | B               | min             |                 |                 |                 |                 |                 |                 |                 |                 |                 |                 |                 |                 |                 |                 |                 |                 |                 |                 |                 |                 |                 |                 |                 |                 |
| Eredivisie          | Eredivisie      | Eredivisie      | Eredivisie      | Eredivisie      | Eredivisie      | Eredivisie      |                 | KNVB beker      | KNVB beker      | KNVB beker      | KNVB beker      | KNVB beker      | KNVB beker      | KNVB beker      |                 | Totaal          | Totaal          | Totaal          | Totaal          | Totaal          | Totaal          | Totaal          |                 |                 |                 |                 |                 |                 |                 |                 |                 |                 |                 |                 |                 |                 |                 |                 |                 |                 |                 |                 |                 |                 |                 |                 |                 |

Bijgewerkt op 8 maart 2020.

### Mutaties

#### Aangetrokken in de zomer
| Speler           | Vorige club        | Contract            |
| ---------------- | ------------------ | ------------------- |
| Thomas Bruns     | FC Groningen       | 2021 (was verhuurd) |
| Sven van Doorm   | Telstar            | 2020 (was verhuurd) |
| Khalid Karami    | NAC Breda          | 2020 (was verhuurd) |
| Julian Lelieveld | Go Ahead Eagles    | 2020 (was verhuurd) |
| Armando Obispo   | PSV                | 2020 (op huurbasis) |
| Jay-Roy Grot     | Leeds United AFC   | 2020 (op huurbasis) |
| Tomáš Hájek      | FC Viktoria Pilsen | 2022                |
| Riechedly Bazoer | VfL Wolfsburg      | 2022                |
| Oussama Tannane  | AS Saint-Étienne   | 2022                |
| Kostas Lamprou   | AFC Ajax           | 2020                |
| Nouha Dicko      | Hull City AFC      | 2020 (op huurbasis) |
| Jamal Blackman   | Chelsea FC         | 2020 (op huurbasis) |

#### Vertrokken in de zomer
| Speler               | Nieuwe club              | Mutatietype                              |
| -------------------- | ------------------------ | ---------------------------------------- |
| Eduardo Carvalho     | Chelsea FC               | Einde huurperiode                        |
| Jake Clarke-Salter   | Chelsea FC               | Einde huurperiode                        |
| Martin Ødegaard      | Real Madrid CF           | Einde huurperiode                        |
| Mohammed Dauda       | RSC Anderlecht           | Einde huurperiode                        |
| Vyacheslav Karavaev  | FK Zenit Sint-Petersburg | Transfer                                 |
| Mukhtar Ali          | Al-Nassr                 | Transfer                                 |
| Thulani Serero       | Al-Jazira Club           | Transfer                                 |
| Rasmus Thelander     | Aalborg BK               | Transfer                                 |
| Thomas Bruns         | PEC Zwolle               | Verhuurd (tot 2021 contract bij Vitesse) |
| Khalid Karami        | Sparta Rotterdam         | Verhuurd (tot 2020 contract bij Vitesse) |
| Hicham Acheffay      | FC Utrecht               | Einde contract                           |
| Richonell Margaret   | AZ                       | Einde contract                           |
| Maikel van der Werff | FC Cincinnati            | Einde contract                           |
| Martijn Berden       | Go Ahead Eagles          | Einde contract                           |
| Boyd Lucassen        | Go Ahead Eagles          | Einde contract                           |
| Jesse Schuurman      | De Graafschap            | Einde contract                           |
| Azzedine Dkidak      | FC Den Bosch             | Einde contract                           |
| Sven van Doorm       | Telstar                  | Contract ontbonden                       |
| Bo van Essen         | De Treffers              | Einde contract                           |
| Joris Klein-Holte    | VV Bennekom              | Einde contract                           |
| Joeri Potjes         | GVVV                     | Einde contract                           |
| Mats Grotenbreg      | VV DUNO                  | Einde contract                           |
| Stef Brummel         | V.V. IJsselmeervogels    | Einde contract                           |
| Márk Bencze          | BFC Siófok               | Einde contract                           |
| Alexander Büttner    | n.n.b.                   | Einde contract                           |
| Mike de Beer         | n.n.b.                   | Einde contract                           |
| Wellington Verloo    | n.n.b.                   | Einde contract                           |
| Younes Zakir         | n.n.b.                   | Einde contract                           |
| Arnold Kruiswijk     | Gestopt                  | Einde contract                           |

#### Aangetrokken buiten transferperiode
| Speler        | Vorige club         | Contract |
| ------------- | ------------------- | -------- |
| Eli Dasa      | Maccabi Tel Aviv FC | 2022     |
| Keisuke Honda | Melbourne Victory   | 2020     |

#### Aangetrokken in de winter
| Speler          | Vorige club         | Contract    |
| --------------- | ------------------- | ----------- |
| Sondre Tronstad | FK Haugesund        | 2023        |
| Filip Delaveris | Odds BK             | 2023        |
| Joshua Brenet   | TSG 1899 Hoffenheim | 2020 (huur) |

#### Vertrokken in de winter
| Speler           | Nieuwe club         | Mutatietype           |
| ---------------- | ------------------- | --------------------- |
| Keisuke Honda    | Botafogo FR         | Contract ontbonden    |
| Oussama Darfalou | VVV-Venlo           | Verhuurd              |
| Jamal Blackman   | Chelsea FC          | Huurperiode beëindigd |
| Jeroen Houwen    | Go Ahead Eagles     | Verhuurd              |
| Navarone Foor    | Al-Ittihad Kalba SC | Transfer              |

#### Contractverlenging
| Speler             | Contract oud | Contract nieuw |
| ------------------ | ------------ | -------------- |
| Charly Musonda jr. | 2019 (huur)  | 2020 (huur)    |
| Remko Pasveer      | 2020         | 2021           |
| Patrick Vroegh     | 2020         | 2023           |

#### Doorgestroomde spelers
De doorgestroomde spelers vanuit de academie, die in het seizoen 2019/2020 debuteerden in de A-selectie van Vitesse:
| Speler         | Leeftijd | Debuut                                     |
| -------------- | -------- | ------------------------------------------ |
| Patrick Vroegh | 19 jaar  | 19 oktober 2019, VVV-Venlo – Vitesse, 0–4  |
| Yassin Oukili  | 18 jaar  | 14 december 2019, FC Twente – Vitesse, 0–3 |
| Özgür Aktaş    | 22 jaar  | 17 december 2019, Vitesse – ODIN '59, 4–0  |

## Wedstrijden

### Eredivisie
Speelronde 1:
| zaterdag 3 augustus 2019, 18:30 | Vitesse             | 2–2 (1–1) | Ajax                      | Opstelling Vitesse | Opstelling Ajax |  |
| Stadion: GelreDome, Arnhem Toeschouwers: 18.100 Arbiter: Nijhuis Assistenten: Van Dongen Assistenten: Zeinstra 4de official: Bax Video-assistenten: Makkelie Video-assistenten: Diks | Bero 13' Bazoer 55' |           | 30' Van de Beek 75' Tadić | Pasveer, Karavaev, Doekhi, Obispo, Clark, Tannane 66' ( Gong), Bazoer 82', 85', Serero 80' ( Musonda), Bero 23', Matavž 61' ( Grot), Linssen RESERVEBANK: Lamprou, Lelieveld, Darfalou, Hájek, Ali, Foor, Buitink | Onana, Veltman 71', Schuurs, Martínez, Tagliafico 73', Marin 69' ( Mazraoui), Van de Beek, Blind 74', Ziyech 69' ( Promes), Dolberg 82' ( Neres), Tadić RESERVEBANK: Varela, Scherpen, Pierie, Huntelaar, Magallán, Schöne, Ekkelenkamp, Dest, De Wit |  |
| Stadion: GelreDome, Arnhem Toeschouwers: 18.100 Arbiter: Nijhuis Assistenten: Van Dongen Assistenten: Zeinstra 4de official: Bax Video-assistenten: Makkelie Video-assistenten: Diks |                     |           |                           | Pasveer, Karavaev, Doekhi, Obispo, Clark, Tannane 66' ( Gong), Bazoer 82', 85', Serero 80' ( Musonda), Bero 23', Matavž 61' ( Grot), Linssen RESERVEBANK: Lamprou, Lelieveld, Darfalou, Hájek, Ali, Foor, Buitink | Onana, Veltman 71', Schuurs, Martínez, Tagliafico 73', Marin 69' ( Mazraoui), Van de Beek, Blind 74', Ziyech 69' ( Promes), Dolberg 82' ( Neres), Tadić RESERVEBANK: Varela, Scherpen, Pierie, Huntelaar, Magallán, Schöne, Ekkelenkamp, Dest, De Wit |  |
| Stadion: GelreDome, Arnhem Toeschouwers: 18.100 Arbiter: Nijhuis Assistenten: Van Dongen Assistenten: Zeinstra 4de official: Bax Video-assistenten: Makkelie Video-assistenten: Diks |                     |           |                           | Pasveer, Karavaev, Doekhi, Obispo, Clark, Tannane 66' ( Gong), Bazoer 82', 85', Serero 80' ( Musonda), Bero 23', Matavž 61' ( Grot), Linssen RESERVEBANK: Lamprou, Lelieveld, Darfalou, Hájek, Ali, Foor, Buitink | Onana, Veltman 71', Schuurs, Martínez, Tagliafico 73', Marin 69' ( Mazraoui), Van de Beek, Blind 74', Ziyech 69' ( Promes), Dolberg 82' ( Neres), Tadić RESERVEBANK: Varela, Scherpen, Pierie, Huntelaar, Magallán, Schöne, Ekkelenkamp, Dest, De Wit |  |
| Bijz.: Debuut Bazoer, Grot, Obispo, Tannane |                     |           |                           | | |  |

Speelronde 2:
| zaterdag 10 augustus 2019, 20:45 | Willem II | 0–2 (0–0) | Vitesse             | Opstelling Willem II | Opstelling Vitesse |  |
| Stadion: Koning Willem II Stadion, Tilburg Toeschouwers: 12.825 Arbiter: Van de Graaf Assistenten: De Nas Assistenten: Hoekstra 4de official: Dröge Video-assistenten: Higler Video-assistenten: Van Zuilen |           |           | 55' Grot 70' Matavž | Wellenreuther, Lewis, Holmén, Peters , Heerkens, Llonch 15' 61' ( Gladon), Saddiki 41', Dankerlui 81' ( Coulibaly), Köhlert, Vrousai 71' ( Zuijderwijk), Nunnely RESERVEBANK: Van den Berg, McGarry, Van den Bogert, Ryan, Queirós | Pasveer, Karavaev 10', Doekhi, Obispo, Clark, Tannane 81' ( Foor), Serero, Bero 59', Grot 67' ( Musonda), Matavž 90' ( Darfalou), Linssen RESERVEBANK: Lamprou, Lelieveld, Hájek, Ali, Buitink, Vroegh |  |
| Stadion: Koning Willem II Stadion, Tilburg Toeschouwers: 12.825 Arbiter: Van de Graaf Assistenten: De Nas Assistenten: Hoekstra 4de official: Dröge Video-assistenten: Higler Video-assistenten: Van Zuilen |           |           |                     | Wellenreuther, Lewis, Holmén, Peters , Heerkens, Llonch 15' 61' ( Gladon), Saddiki 41', Dankerlui 81' ( Coulibaly), Köhlert, Vrousai 71' ( Zuijderwijk), Nunnely RESERVEBANK: Van den Berg, McGarry, Van den Bogert, Ryan, Queirós | Pasveer, Karavaev 10', Doekhi, Obispo, Clark, Tannane 81' ( Foor), Serero, Bero 59', Grot 67' ( Musonda), Matavž 90' ( Darfalou), Linssen RESERVEBANK: Lamprou, Lelieveld, Hájek, Ali, Buitink, Vroegh |  |
| Stadion: Koning Willem II Stadion, Tilburg Toeschouwers: 12.825 Arbiter: Van de Graaf Assistenten: De Nas Assistenten: Hoekstra 4de official: Dröge Video-assistenten: Higler Video-assistenten: Van Zuilen |           |           |                     | Wellenreuther, Lewis, Holmén, Peters , Heerkens, Llonch 15' 61' ( Gladon), Saddiki 41', Dankerlui 81' ( Coulibaly), Köhlert, Vrousai 71' ( Zuijderwijk), Nunnely RESERVEBANK: Van den Berg, McGarry, Van den Bogert, Ryan, Queirós | Pasveer, Karavaev 10', Doekhi, Obispo, Clark, Tannane 81' ( Foor), Serero, Bero 59', Grot 67' ( Musonda), Matavž 90' ( Darfalou), Linssen RESERVEBANK: Lamprou, Lelieveld, Hájek, Ali, Buitink, Vroegh |  |
| Afwezig: Bazoer (geschorst); Gong (geblesseerd) |           |           |                     | | |  |

Speelronde 3:
| vrijdag 16 augustus 2019, 20:00 | Vitesse                                    | 3–0 (0–0) | PEC Zwolle | Opstelling Vitesse | Opstelling PEC Zwolle |  |
| Stadion: GelreDome, Arnhem Toeschouwers: 12.273 Arbiter: Dieperink Assistenten: Bexkens Assistenten: Nanninga 4de official: Oostrom Video-assistenten: Bax Video-assistenten: Dobre | Matavž 52' (pen.) Karavaev 64' Linssen 80' |           |            | Pasveer, Karavaev, Doekhi, Obispo, Clark, Bazoer, Bero 43' ( Serero), Tannane 84' ( Foor), Grot 59' ( Musonda), Linssen 51', Matavž RESERVEBANK: Lamprou, Lelieveld, Darfalou, Hájek, Ali, Buitink, Vroegh | Mous, Hamer 45+3', Reijnen , Dekker, Paal, Clement, Flemming 19' 81' ( Huiberts), Bruns 42' 66' ( Westerman), Bel Hassani, Thy, Johnsen 78' ( Elbers) RESERVEBANK: Zetterer, Hauptmeijer, Leemans, Kersten, Van Wermeskerken, Doué |  |
| Stadion: GelreDome, Arnhem Toeschouwers: 12.273 Arbiter: Dieperink Assistenten: Bexkens Assistenten: Nanninga 4de official: Oostrom Video-assistenten: Bax Video-assistenten: Dobre |                                            |           |            | Pasveer, Karavaev, Doekhi, Obispo, Clark, Bazoer, Bero 43' ( Serero), Tannane 84' ( Foor), Grot 59' ( Musonda), Linssen 51', Matavž RESERVEBANK: Lamprou, Lelieveld, Darfalou, Hájek, Ali, Buitink, Vroegh | Mous, Hamer 45+3', Reijnen , Dekker, Paal, Clement, Flemming 19' 81' ( Huiberts), Bruns 42' 66' ( Westerman), Bel Hassani, Thy, Johnsen 78' ( Elbers) RESERVEBANK: Zetterer, Hauptmeijer, Leemans, Kersten, Van Wermeskerken, Doué |  |
| Stadion: GelreDome, Arnhem Toeschouwers: 12.273 Arbiter: Dieperink Assistenten: Bexkens Assistenten: Nanninga 4de official: Oostrom Video-assistenten: Bax Video-assistenten: Dobre |                                            |           |            | Pasveer, Karavaev, Doekhi, Obispo, Clark, Bazoer, Bero 43' ( Serero), Tannane 84' ( Foor), Grot 59' ( Musonda), Linssen 51', Matavž RESERVEBANK: Lamprou, Lelieveld, Darfalou, Hájek, Ali, Buitink, Vroegh | Mous, Hamer 45+3', Reijnen , Dekker, Paal, Clement, Flemming 19' 81' ( Huiberts), Bruns 42' 66' ( Westerman), Bel Hassani, Thy, Johnsen 78' ( Elbers) RESERVEBANK: Zetterer, Hauptmeijer, Leemans, Kersten, Van Wermeskerken, Doué |  |
| Bijz.: Wedstrijd werd omlijst met herdenking van Dejan Čurović Afwezig: Gong (geblesseerd)                                                                                          |                                            |           |            | | |  |

Speelronde 4:
| zaterdag 24 augustus 2019, 19:45 | Heracles Almelo | 1–1 (0–0) | Vitesse     | Opstelling Heracles Almelo | Opstelling Vitesse |  |
| Stadion: Erve Asito, Almelo Toeschouwers: 9.344 Arbiter: Manschot Assistenten: Bluemink Assistenten: Inia 4de official: Pérez Video-assistenten: Nijhuis Video-assistenten: Zijlstra | Dessers 80'     |           | 66' Linssen | Blaswich, Bakboord 86', Pröpper 78' ( Van den Buijs ()), Knoester, Czyborra, Kiomourtzoglou, Mauro Júnior 88' ( Dos Santos), Merkel, Van der Water 67', Dessers, Konings 73' ( Szöke) RESERVEBANK: Brouwer, Bucker, Bijleveld, Drost, Rossmann, Hardeveld | Pasveer, Karavaev, Doekhi, Obispo, Clark 90+2' ( Lelieveld), Bazoer, Foor, Tannane 64', Grot 88' ( Darfalou), Linssen 81', Matavž 61' ( Buitink) RESERVEBANK: Lamprou, Hájek, Ali, Vroegh |  |
| Stadion: Erve Asito, Almelo Toeschouwers: 9.344 Arbiter: Manschot Assistenten: Bluemink Assistenten: Inia 4de official: Pérez Video-assistenten: Nijhuis Video-assistenten: Zijlstra |                 |           |             | Blaswich, Bakboord 86', Pröpper 78' ( Van den Buijs ()), Knoester, Czyborra, Kiomourtzoglou, Mauro Júnior 88' ( Dos Santos), Merkel, Van der Water 67', Dessers, Konings 73' ( Szöke) RESERVEBANK: Brouwer, Bucker, Bijleveld, Drost, Rossmann, Hardeveld | Pasveer, Karavaev, Doekhi, Obispo, Clark 90+2' ( Lelieveld), Bazoer, Foor, Tannane 64', Grot 88' ( Darfalou), Linssen 81', Matavž 61' ( Buitink) RESERVEBANK: Lamprou, Hájek, Ali, Vroegh |  |
| Stadion: Erve Asito, Almelo Toeschouwers: 9.344 Arbiter: Manschot Assistenten: Bluemink Assistenten: Inia 4de official: Pérez Video-assistenten: Nijhuis Video-assistenten: Zijlstra |                 |           |             | Blaswich, Bakboord 86', Pröpper 78' ( Van den Buijs ()), Knoester, Czyborra, Kiomourtzoglou, Mauro Júnior 88' ( Dos Santos), Merkel, Van der Water 67', Dessers, Konings 73' ( Szöke) RESERVEBANK: Brouwer, Bucker, Bijleveld, Drost, Rossmann, Hardeveld | Pasveer, Karavaev, Doekhi, Obispo, Clark 90+2' ( Lelieveld), Bazoer, Foor, Tannane 64', Grot 88' ( Darfalou), Linssen 81', Matavž 61' ( Buitink) RESERVEBANK: Lamprou, Hájek, Ali, Vroegh |  |
| Afwezig: Bero, Gong, Musonda (geblesseerd) |                 |           |             | | |  |

Speelronde 5:
| zondag 1 september 2019, 16:45 | Vitesse                        | 2–1 (1–1) | AZ                     | Opstelling Vitesse | Opstelling AZ |  |
| Stadion: GelreDome, Arnhem Toeschouwers: 13.290 Arbiter: Higler Assistenten: Van Dongen Assistenten: Van Zuilen 4de official: Bijl Video-assistenten: Mulder Video-assistenten: De Vries | Matavž 45+1' Bero 90+6' (pen.) |           | 33' (pen.) Koopmeiners | Pasveer, Lelieveld 86', Doekhi, Obispo, Karavaev, Tannane 30', Bero 40', Foor 63' ( Bazoer), Grot 90+1' ( Darfalou), Matavž 40', Linssen RESERVEBANK: Lamprou, Hájek, Buitink, Vroegh | Bizot, Svensson 40', Vlaar 57' ( Hatzidiakos), Wuytens, Wijndal, Midtsjø 43', De Wit, Koopmeiners 78', Stengs 79' ( Guðmundsson), Boadu, Idrissi 57' ( Aboukhlal) RESERVEBANK: Schendelaar, De Boer, Druijf, Clasie, Reijnders, Sugawara, Kramer |  |
| Stadion: GelreDome, Arnhem Toeschouwers: 13.290 Arbiter: Higler Assistenten: Van Dongen Assistenten: Van Zuilen 4de official: Bijl Video-assistenten: Mulder Video-assistenten: De Vries |                                |           |                        | Pasveer, Lelieveld 86', Doekhi, Obispo, Karavaev, Tannane 30', Bero 40', Foor 63' ( Bazoer), Grot 90+1' ( Darfalou), Matavž 40', Linssen RESERVEBANK: Lamprou, Hájek, Buitink, Vroegh | Bizot, Svensson 40', Vlaar 57' ( Hatzidiakos), Wuytens, Wijndal, Midtsjø 43', De Wit, Koopmeiners 78', Stengs 79' ( Guðmundsson), Boadu, Idrissi 57' ( Aboukhlal) RESERVEBANK: Schendelaar, De Boer, Druijf, Clasie, Reijnders, Sugawara, Kramer |  |
| Stadion: GelreDome, Arnhem Toeschouwers: 13.290 Arbiter: Higler Assistenten: Van Dongen Assistenten: Van Zuilen 4de official: Bijl Video-assistenten: Mulder Video-assistenten: De Vries |                                |           |                        | Pasveer, Lelieveld 86', Doekhi, Obispo, Karavaev, Tannane 30', Bero 40', Foor 63' ( Bazoer), Grot 90+1' ( Darfalou), Matavž 40', Linssen RESERVEBANK: Lamprou, Hájek, Buitink, Vroegh | Bizot, Svensson 40', Vlaar 57' ( Hatzidiakos), Wuytens, Wijndal, Midtsjø 43', De Wit, Koopmeiners 78', Stengs 79' ( Guðmundsson), Boadu, Idrissi 57' ( Aboukhlal) RESERVEBANK: Schendelaar, De Boer, Druijf, Clasie, Reijnders, Sugawara, Kramer |  |
| Afwezig: Clark, Gong, Musonda (geblesseerd) |                                |           |                        | | |  |

Speelronde 6:
| zaterdag 14 september 2019, 20:45 | PSV                                     | 5–0 (2–0) | Vitesse | Opstelling PSV | Opstelling Vitesse |  |
| Stadion: Philips Stadion, Eindhoven Toeschouwers: 33.300 Arbiter: Van Boekel Assistenten: Balder Assistenten: Brondijk 4de official: Bax Video-assistenten: Manschot Video-assistenten: Frijn | Malen 18' 36' 46' 83' (pen.) 89' (pen.) |           |         | Zoet, Dumfries, Baumgartl, Viergever, Boscagli, Rosario , Bergwijn 62' ( Gakpo), Hendrix, Ihattaren 71' ( Mitroglou), Malen, Bruma 79' ( Doan) RESERVEBANK: Ruiter, Van de Meulenhof, Lato, Schwaab, Sadílek, Teze | Pasveer, Lelieveld, Doekhi, Obispo, Clark, Tannane, Bazoer 73', Bero, Grot 58' ( Dicko), Matavž 64' ( Buitink), Linssen RESERVEBANK: Lamprou, Darfalou, Hájek, Foor, Vroegh |  |
| Stadion: Philips Stadion, Eindhoven Toeschouwers: 33.300 Arbiter: Van Boekel Assistenten: Balder Assistenten: Brondijk 4de official: Bax Video-assistenten: Manschot Video-assistenten: Frijn |                                         |           |         | Zoet, Dumfries, Baumgartl, Viergever, Boscagli, Rosario , Bergwijn 62' ( Gakpo), Hendrix, Ihattaren 71' ( Mitroglou), Malen, Bruma 79' ( Doan) RESERVEBANK: Ruiter, Van de Meulenhof, Lato, Schwaab, Sadílek, Teze | Pasveer, Lelieveld, Doekhi, Obispo, Clark, Tannane, Bazoer 73', Bero, Grot 58' ( Dicko), Matavž 64' ( Buitink), Linssen RESERVEBANK: Lamprou, Darfalou, Hájek, Foor, Vroegh |  |
| Stadion: Philips Stadion, Eindhoven Toeschouwers: 33.300 Arbiter: Van Boekel Assistenten: Balder Assistenten: Brondijk 4de official: Bax Video-assistenten: Manschot Video-assistenten: Frijn |                                         |           |         | Zoet, Dumfries, Baumgartl, Viergever, Boscagli, Rosario , Bergwijn 62' ( Gakpo), Hendrix, Ihattaren 71' ( Mitroglou), Malen, Bruma 79' ( Doan) RESERVEBANK: Ruiter, Van de Meulenhof, Lato, Schwaab, Sadílek, Teze | Pasveer, Lelieveld, Doekhi, Obispo, Clark, Tannane, Bazoer 73', Bero, Grot 58' ( Dicko), Matavž 64' ( Buitink), Linssen RESERVEBANK: Lamprou, Darfalou, Hájek, Foor, Vroegh |  |
| Bijz.: Debuut Dicko Afwezig: Gong, Musonda (geblesseerd); Dasa (afwachting werkvergunning) |                                         |           |         | | |  |

Speelronde 7:
| zaterdag 21 september 2019, 20:45 | Vitesse                               | 4–2 (0–1) | Fortuna Sittard       | Opstelling Vitesse | Opstelling Fortuna Sittard |  |
| Stadion: GelreDome, Arnhem Toeschouwers: 20.800 Arbiter: Kooij Assistenten: Boonman Assistenten: Fikkert 4de official: Blank Video-assistenten: Teuben Video-assistenten: De Nas | Matavž 59' Linssen 81' 83' Bero 90+1' |           | 25' Diemers 62' Angha | Pasveer, Lelieveld 62', Doekhi 72', Obispo, Clark 70' ( Foor), Tannane, Bazoer, Bero, Grot 27' 46' ( Dicko), Matavž 75' 90+3' ( Buitink), Linssen RESERVEBANK: Lamprou, Darfalou, Hájek, Vroegh | Koșelev, Niňaj, Angha 90+3' ( Harries), Amiot, Cox, Passlack, Tekie 85' ( Zeka), Smeets , Ciss, Sambou 82' ( Karjalainen), Diemers 37' RESERVEBANK: Koot, Jug, Essers, Ugur, El Ablak, Ioannidis |  |
| Stadion: GelreDome, Arnhem Toeschouwers: 20.800 Arbiter: Kooij Assistenten: Boonman Assistenten: Fikkert 4de official: Blank Video-assistenten: Teuben Video-assistenten: De Nas |                                       |           |                       | Pasveer, Lelieveld 62', Doekhi 72', Obispo, Clark 70' ( Foor), Tannane, Bazoer, Bero, Grot 27' 46' ( Dicko), Matavž 75' 90+3' ( Buitink), Linssen RESERVEBANK: Lamprou, Darfalou, Hájek, Vroegh | Koșelev, Niňaj, Angha 90+3' ( Harries), Amiot, Cox, Passlack, Tekie 85' ( Zeka), Smeets , Ciss, Sambou 82' ( Karjalainen), Diemers 37' RESERVEBANK: Koot, Jug, Essers, Ugur, El Ablak, Ioannidis |  |
| Stadion: GelreDome, Arnhem Toeschouwers: 20.800 Arbiter: Kooij Assistenten: Boonman Assistenten: Fikkert 4de official: Blank Video-assistenten: Teuben Video-assistenten: De Nas |                                       |           |                       | Pasveer, Lelieveld 62', Doekhi 72', Obispo, Clark 70' ( Foor), Tannane, Bazoer, Bero, Grot 27' 46' ( Dicko), Matavž 75' 90+3' ( Buitink), Linssen RESERVEBANK: Lamprou, Darfalou, Hájek, Vroegh | Koșelev, Niňaj, Angha 90+3' ( Harries), Amiot, Cox, Passlack, Tekie 85' ( Zeka), Smeets , Ciss, Sambou 82' ( Karjalainen), Diemers 37' RESERVEBANK: Koot, Jug, Essers, Ugur, El Ablak, Ioannidis |  |
| Bijz.: Airborne-duel Afwezig: Gong, Musonda (geblesseerd); Dasa (afwachting werkvergunning)                                                                                      |                                       |           |                       | | |  |

Speelronde 8:
| zondag 29 september 2019, 12:15 | RKC Waalwijk       | 1–2 (0–1) | Vitesse                      | Opstelling RKC Waalwijk | Opstelling Vitesse |  |
| Stadion: Mandemakers Stadion, Waalwijk Toeschouwers: 4.858 Arbiter: Nijhuis Assistenten: Balder Assistenten: Van Zuilen 4de official: Teuben Video-assistenten: Van der Laan Video-assistenten: Boonman | Leemans 52' (pen.) |           | 16' Dicko 77' (pen.) Tannane | Vaessen, Gaari, Meulensteen, Delcroix, Quasten 43' ( Nieuwpoort), Mulder , Spierings, Leemans 70' 82' ( Tahiri), Daneels 86' ( Bakari), Vente 56', Elbers RESERVEBANK: Heemskerk, M. Grim, Rienstra, Maatsen, Drost, Sow, Vermeulen, Sporkslede | Pasveer, Lelieveld 52', Doekhi, Obispo, Clark, Tannane 82' ( Foor), Bazoer, Bero, Linssen 57' ( Dasa), Matavž ( 57'+), Dicko 65' ( Grot) RESERVEBANK: Lamprou, Darfalou, Hájek, Buitink, Vroegh |  |
| Stadion: Mandemakers Stadion, Waalwijk Toeschouwers: 4.858 Arbiter: Nijhuis Assistenten: Balder Assistenten: Van Zuilen 4de official: Teuben Video-assistenten: Van der Laan Video-assistenten: Boonman |                    |           |                              | Vaessen, Gaari, Meulensteen, Delcroix, Quasten 43' ( Nieuwpoort), Mulder , Spierings, Leemans 70' 82' ( Tahiri), Daneels 86' ( Bakari), Vente 56', Elbers RESERVEBANK: Heemskerk, M. Grim, Rienstra, Maatsen, Drost, Sow, Vermeulen, Sporkslede | Pasveer, Lelieveld 52', Doekhi, Obispo, Clark, Tannane 82' ( Foor), Bazoer, Bero, Linssen 57' ( Dasa), Matavž ( 57'+), Dicko 65' ( Grot) RESERVEBANK: Lamprou, Darfalou, Hájek, Buitink, Vroegh |  |
| Stadion: Mandemakers Stadion, Waalwijk Toeschouwers: 4.858 Arbiter: Nijhuis Assistenten: Balder Assistenten: Van Zuilen 4de official: Teuben Video-assistenten: Van der Laan Video-assistenten: Boonman |                    |           |                              | Vaessen, Gaari, Meulensteen, Delcroix, Quasten 43' ( Nieuwpoort), Mulder , Spierings, Leemans 70' 82' ( Tahiri), Daneels 86' ( Bakari), Vente 56', Elbers RESERVEBANK: Heemskerk, M. Grim, Rienstra, Maatsen, Drost, Sow, Vermeulen, Sporkslede | Pasveer, Lelieveld 52', Doekhi, Obispo, Clark, Tannane 82' ( Foor), Bazoer, Bero, Linssen 57' ( Dasa), Matavž ( 57'+), Dicko 65' ( Grot) RESERVEBANK: Lamprou, Darfalou, Hájek, Buitink, Vroegh |  |
| Bijz.: Debuut Dasa Afwezig: Gong, Musonda (geblesseerd) |                    |           |                              | | |  |

Speelronde 9:
| zaterdag 5 oktober 2019, 19:45 | Vitesse             | 2–1 (1–1) | FC Utrecht | Opstelling Vitesse | Opstelling FC Utrecht |  |
| Stadion: GelreDome, Arnhem Toeschouwers: 12.704 Arbiter: Kuipers Assistenten: Van Roekel Assistenten: Zeinstra 4de official: Bax Video-assistenten: Van Boekel Video-assistenten: Schaap | Clark 9' Matavž 68' |           | 38' Maher  | Pasveer, Dasa, Doekhi, Obispo, Clark, Tannane 36' ( Foor), Bazoer 87' ( Buitink 88'), Bero, Linssen , Matavž, Dicko 69' ( Grot) RESERVEBANK: Lamprou, Darfalou, Hájek, Vroegh | Paes, Klaiber, Janssen 63', Hoogma, Van der Maarel, Ramselaar 69' ( Emanuelson), Maher, Gustafson, Kerk, Van de Streek 76' ( Černý), Abass 46' ( Bahebeck) RESERVEBANK: Jensen, De Keijzer, Strieder, Joosten, Troupée |  |
| Stadion: GelreDome, Arnhem Toeschouwers: 12.704 Arbiter: Kuipers Assistenten: Van Roekel Assistenten: Zeinstra 4de official: Bax Video-assistenten: Van Boekel Video-assistenten: Schaap |                     |           |            | Pasveer, Dasa, Doekhi, Obispo, Clark, Tannane 36' ( Foor), Bazoer 87' ( Buitink 88'), Bero, Linssen , Matavž, Dicko 69' ( Grot) RESERVEBANK: Lamprou, Darfalou, Hájek, Vroegh | Paes, Klaiber, Janssen 63', Hoogma, Van der Maarel, Ramselaar 69' ( Emanuelson), Maher, Gustafson, Kerk, Van de Streek 76' ( Černý), Abass 46' ( Bahebeck) RESERVEBANK: Jensen, De Keijzer, Strieder, Joosten, Troupée |  |
| Stadion: GelreDome, Arnhem Toeschouwers: 12.704 Arbiter: Kuipers Assistenten: Van Roekel Assistenten: Zeinstra 4de official: Bax Video-assistenten: Van Boekel Video-assistenten: Schaap |                     |           |            | Pasveer, Dasa, Doekhi, Obispo, Clark, Tannane 36' ( Foor), Bazoer 87' ( Buitink 88'), Bero, Linssen , Matavž, Dicko 69' ( Grot) RESERVEBANK: Lamprou, Darfalou, Hájek, Vroegh | Paes, Klaiber, Janssen 63', Hoogma, Van der Maarel, Ramselaar 69' ( Emanuelson), Maher, Gustafson, Kerk, Van de Streek 76' ( Černý), Abass 46' ( Bahebeck) RESERVEBANK: Jensen, De Keijzer, Strieder, Joosten, Troupée |  |
| Bijz.: 'Nummer 4' duel, Vitesse speelt met shirtsponsor KWF Kankerbestrijding Afwezig: Lelieveld (geschorst); Gong, Musonda (geblesseerd)                                                |                     |           |            | | |  |

Speelronde 10:
| zaterdag 19 oktober 2019, 20:45 | VVV-Venlo | 0–4 (0–3) | Vitesse                              | Opstelling VVV-Venlo | Opstelling Vitesse |  |
| Stadion: Covebo Stadion - De Koel -, Venlo Toeschouwers: 5.992 Arbiter: Mulder Assistenten: Strijker Assistenten: Inia 4de official: Hensgens Video-assistenten: Bijl Video-assistenten: Balder |           |           | 29' 34' Linssen 43' Bazoer 53' Dicko | Kirschbaum, Pachonik, Röseler, Schäfer, R. Janssen, Post , Cattermole 85', Neudecker 79' ( Opoku), Yeboah, Wright 56' ( Sinclair), Van Ooijen 41' 57' ( Soriano) RESERVEBANK: Van Crooij, Craenmehr, Kum, Dekker, Scheimann, Van Bruggen | Pasveer, Dasa, Doekhi, Obispo, Clark, Foor, Bero 87' ( Vroegh), Linssen , Bazoer, Dicko 66' ( Grot), Matavž 75' ( Buitink) RESERVEBANK: Lamprou, Bayazit, Lelieveld, Darfalou, Hájek |  |
| Stadion: Covebo Stadion - De Koel -, Venlo Toeschouwers: 5.992 Arbiter: Mulder Assistenten: Strijker Assistenten: Inia 4de official: Hensgens Video-assistenten: Bijl Video-assistenten: Balder |           |           |                                      | Kirschbaum, Pachonik, Röseler, Schäfer, R. Janssen, Post , Cattermole 85', Neudecker 79' ( Opoku), Yeboah, Wright 56' ( Sinclair), Van Ooijen 41' 57' ( Soriano) RESERVEBANK: Van Crooij, Craenmehr, Kum, Dekker, Scheimann, Van Bruggen | Pasveer, Dasa, Doekhi, Obispo, Clark, Foor, Bero 87' ( Vroegh), Linssen , Bazoer, Dicko 66' ( Grot), Matavž 75' ( Buitink) RESERVEBANK: Lamprou, Bayazit, Lelieveld, Darfalou, Hájek |  |
| Stadion: Covebo Stadion - De Koel -, Venlo Toeschouwers: 5.992 Arbiter: Mulder Assistenten: Strijker Assistenten: Inia 4de official: Hensgens Video-assistenten: Bijl Video-assistenten: Balder |           |           |                                      | Kirschbaum, Pachonik, Röseler, Schäfer, R. Janssen, Post , Cattermole 85', Neudecker 79' ( Opoku), Yeboah, Wright 56' ( Sinclair), Van Ooijen 41' 57' ( Soriano) RESERVEBANK: Van Crooij, Craenmehr, Kum, Dekker, Scheimann, Van Bruggen | Pasveer, Dasa, Doekhi, Obispo, Clark, Foor, Bero 87' ( Vroegh), Linssen , Bazoer, Dicko 66' ( Grot), Matavž 75' ( Buitink) RESERVEBANK: Lamprou, Bayazit, Lelieveld, Darfalou, Hájek |  |
| Bijz.: Debuut Vroegh Afwezig: Gong, Musonda, Tannane (geblesseerd) |           |           |                                      | | |  |

Speelronde 11:
| zaterdag 26 oktober 2019, 19:45 | Vitesse | 0–2 (0–2) | ADO Den Haag             | Opstelling Vitesse | Opstelling ADO Den Haag |  |
| Stadion: GelreDome, Arnhem Toeschouwers: 12.663 Arbiter: Manschot Assistenten: Zeinstra Assistenten: Siebert 4de official: Teuben Video-assistenten: Van der Laan Video-assistenten: Van Roekel |         |           | 2' Summerville 6' Immers | Pasveer, Dasa, Doekhi, Obispo, Clark, Grot, Foor 75' ( Darfalou), Bero 38', Linssen 81', Matavž, Dicko 64' ( Buitink 79') RESERVEBANK: Lamprou, Bayazit, Lelieveld, Hájek, Vroegh | Koopmans, Malone 56', Beugelsdijk, Pinas, Meijers , Goossens, Bakker, Immers, Summerville 57' ( Falkenburg), Kramer 66' ( Necid), Hooi 80' ( Polley) RESERVEBANK: Havekotte, Zwinkels, Bjelica, Gorter, Haye, Cibicki, Van Ewijk |  |
| Stadion: GelreDome, Arnhem Toeschouwers: 12.663 Arbiter: Manschot Assistenten: Zeinstra Assistenten: Siebert 4de official: Teuben Video-assistenten: Van der Laan Video-assistenten: Van Roekel |         |           |                          | Pasveer, Dasa, Doekhi, Obispo, Clark, Grot, Foor 75' ( Darfalou), Bero 38', Linssen 81', Matavž, Dicko 64' ( Buitink 79') RESERVEBANK: Lamprou, Bayazit, Lelieveld, Hájek, Vroegh | Koopmans, Malone 56', Beugelsdijk, Pinas, Meijers , Goossens, Bakker, Immers, Summerville 57' ( Falkenburg), Kramer 66' ( Necid), Hooi 80' ( Polley) RESERVEBANK: Havekotte, Zwinkels, Bjelica, Gorter, Haye, Cibicki, Van Ewijk |  |
| Stadion: GelreDome, Arnhem Toeschouwers: 12.663 Arbiter: Manschot Assistenten: Zeinstra Assistenten: Siebert 4de official: Teuben Video-assistenten: Van der Laan Video-assistenten: Van Roekel |         |           |                          | Pasveer, Dasa, Doekhi, Obispo, Clark, Grot, Foor 75' ( Darfalou), Bero 38', Linssen 81', Matavž, Dicko 64' ( Buitink 79') RESERVEBANK: Lamprou, Bayazit, Lelieveld, Hájek, Vroegh | Koopmans, Malone 56', Beugelsdijk, Pinas, Meijers , Goossens, Bakker, Immers, Summerville 57' ( Falkenburg), Kramer 66' ( Necid), Hooi 80' ( Polley) RESERVEBANK: Havekotte, Zwinkels, Bjelica, Gorter, Haye, Cibicki, Van Ewijk |  |
| Afwezig: Gong, Musonda, Tannane (geblesseerd); Bazoer (disciplinair gestraft) |         |           |                          | | |  |

Speelronde 12:
| zondag 3 november 2019, 12:15 | FC Emmen                 | 2–1 (2–1) | Vitesse   | Opstelling FC Emmen | Opstelling Vitesse |  |
| Stadion: De Oude Meerdijk, Emmen Toeschouwers: 8.048 Arbiter: Kooij Assistenten: Dobre Assistenten: Weterings 4de official: Cantineau Video-assistenten: Nagtegaal Video-assistenten: De Nas | De Leeuw 11' Laursen 22' |           | 33' Dicko | Telgenkamp, Bijl 78', Heylen, Veendorp, Burnet, Hiariej, Chacón, Laursen 86' ( Jansen), De Leeuw , Peña, Kolar 69' ( Arias) RESERVEBANK: Jalving, Van der Lei, Görgülü, Roosken, De Vos, Ugrinic, Slagveer, Quispel | Pasveer, Dasa, Doekhi, Obispo, Clark 87' ( Buitink), Grot 60' ( Lelieveld), Bazoer 54', Bero, Linssen 69' ( Darfalou 69'), Dicko, Matavž ( 69'+) RESERVEBANK: Lamprou, Bayazit, Hájek, Vroegh |  |
| Stadion: De Oude Meerdijk, Emmen Toeschouwers: 8.048 Arbiter: Kooij Assistenten: Dobre Assistenten: Weterings 4de official: Cantineau Video-assistenten: Nagtegaal Video-assistenten: De Nas |                          |           |           | Telgenkamp, Bijl 78', Heylen, Veendorp, Burnet, Hiariej, Chacón, Laursen 86' ( Jansen), De Leeuw , Peña, Kolar 69' ( Arias) RESERVEBANK: Jalving, Van der Lei, Görgülü, Roosken, De Vos, Ugrinic, Slagveer, Quispel | Pasveer, Dasa, Doekhi, Obispo, Clark 87' ( Buitink), Grot 60' ( Lelieveld), Bazoer 54', Bero, Linssen 69' ( Darfalou 69'), Dicko, Matavž ( 69'+) RESERVEBANK: Lamprou, Bayazit, Hájek, Vroegh |  |
| Stadion: De Oude Meerdijk, Emmen Toeschouwers: 8.048 Arbiter: Kooij Assistenten: Dobre Assistenten: Weterings 4de official: Cantineau Video-assistenten: Nagtegaal Video-assistenten: De Nas |                          |           |           | Telgenkamp, Bijl 78', Heylen, Veendorp, Burnet, Hiariej, Chacón, Laursen 86' ( Jansen), De Leeuw , Peña, Kolar 69' ( Arias) RESERVEBANK: Jalving, Van der Lei, Görgülü, Roosken, De Vos, Ugrinic, Slagveer, Quispel | Pasveer, Dasa, Doekhi, Obispo, Clark 87' ( Buitink), Grot 60' ( Lelieveld), Bazoer 54', Bero, Linssen 69' ( Darfalou 69'), Dicko, Matavž ( 69'+) RESERVEBANK: Lamprou, Bayazit, Hájek, Vroegh |  |
| Afwezig: Foor, Gong, Musonda, Tannane (geblesseerd) |                          |           |           | | |  |

Speelronde 13:
| vrijdag 8 november 2019, 20:00 | Vitesse     | 1–2 (0–2) | FC Groningen  | Opstelling Vitesse | Opstelling FC Groningen |  |
| Stadion: GelreDome, Arnhem Toeschouwers: 12.590 Arbiter: Gözübüyük Assistenten: Schaap Assistenten: De Vries 4de official: Bijl Video-assistenten: Van Boekel Video-assistenten: Osseweijer | Linssen 49' |           | 13' 31' Asoro | Pasveer, Lelieveld 74' ( Darfalou), Doekhi, Obispo, Clark, Dasa, Bazoer 67', Bero, Linssen , Grot 46' ( Matavž), Dicko RESERVEBANK: Lamprou, Bayazit, Hájek, Buitink, Aktaş, Vroegh | Padt, Zeefuik, Te Wierik , Itakura, Warmerdam, Hrustić 66' ( Benschop), Matusiwa, El Messaoudi, El Hankouri 87', Sierhuis 56' ( Memišević 81'), Asoro 89' ( Schreck) RESERVEBANK: Hoekstra, Van Duin, Van Hintum, Absalem, Van Kaam |  |
| Stadion: GelreDome, Arnhem Toeschouwers: 12.590 Arbiter: Gözübüyük Assistenten: Schaap Assistenten: De Vries 4de official: Bijl Video-assistenten: Van Boekel Video-assistenten: Osseweijer |             |           |               | Pasveer, Lelieveld 74' ( Darfalou), Doekhi, Obispo, Clark, Dasa, Bazoer 67', Bero, Linssen , Grot 46' ( Matavž), Dicko RESERVEBANK: Lamprou, Bayazit, Hájek, Buitink, Aktaş, Vroegh | Padt, Zeefuik, Te Wierik , Itakura, Warmerdam, Hrustić 66' ( Benschop), Matusiwa, El Messaoudi, El Hankouri 87', Sierhuis 56' ( Memišević 81'), Asoro 89' ( Schreck) RESERVEBANK: Hoekstra, Van Duin, Van Hintum, Absalem, Van Kaam |  |
| Stadion: GelreDome, Arnhem Toeschouwers: 12.590 Arbiter: Gözübüyük Assistenten: Schaap Assistenten: De Vries 4de official: Bijl Video-assistenten: Van Boekel Video-assistenten: Osseweijer |             |           |               | Pasveer, Lelieveld 74' ( Darfalou), Doekhi, Obispo, Clark, Dasa, Bazoer 67', Bero, Linssen , Grot 46' ( Matavž), Dicko RESERVEBANK: Lamprou, Bayazit, Hájek, Buitink, Aktaş, Vroegh | Padt, Zeefuik, Te Wierik , Itakura, Warmerdam, Hrustić 66' ( Benschop), Matusiwa, El Messaoudi, El Hankouri 87', Sierhuis 56' ( Memišević 81'), Asoro 89' ( Schreck) RESERVEBANK: Hoekstra, Van Duin, Van Hintum, Absalem, Van Kaam |  |
| Afwezig: Foor, Gong, Musonda, Tannane (geblesseerd); Honda (afwachting werkvergunning) |             |           |               | | |  |

Speelronde 14:
| zondag 24 november 2019, 16:45 | Sparta Rotterdam        | 2–0 (1–0) | Vitesse | Opstelling Sparta Rotterdam | Opstelling Vitesse |  |
| Stadion: Spartastadion Het Kasteel, Rotterdam Toeschouwers: 10.020 Arbiter: Bax Assistenten: Bluemink Assistenten: De Nas 4de official: Gerrets Video-assistenten: Oostrom Video-assistenten: Strijker | Mattheij 30' Smeets 83' |           |         | Harush, Karami 58', Mattheij, Vriends, Faye, Harroui, Smeets 37', L. Duarte, Rayhi 71' ( D. Duarte), Veldwijk 81' ( Abels), Ache 90' ( Piroe) RESERVEBANK: Coremans, Fabrie, Aberkane, Rigo, Dervişoğlu | Pasveer, Lelieveld, Doekhi, Obispo, Clark, Bero, Honda 81' ( Foor), Bazoer, Buitink 67' ( Grot), Matavž, Linssen RESERVEBANK: Lamprou, Darfalou, Hájek, Vroegh |  |
| Stadion: Spartastadion Het Kasteel, Rotterdam Toeschouwers: 10.020 Arbiter: Bax Assistenten: Bluemink Assistenten: De Nas 4de official: Gerrets Video-assistenten: Oostrom Video-assistenten: Strijker |                         |           |         | Harush, Karami 58', Mattheij, Vriends, Faye, Harroui, Smeets 37', L. Duarte, Rayhi 71' ( D. Duarte), Veldwijk 81' ( Abels), Ache 90' ( Piroe) RESERVEBANK: Coremans, Fabrie, Aberkane, Rigo, Dervişoğlu | Pasveer, Lelieveld, Doekhi, Obispo, Clark, Bero, Honda 81' ( Foor), Bazoer, Buitink 67' ( Grot), Matavž, Linssen RESERVEBANK: Lamprou, Darfalou, Hájek, Vroegh |  |
| Stadion: Spartastadion Het Kasteel, Rotterdam Toeschouwers: 10.020 Arbiter: Bax Assistenten: Bluemink Assistenten: De Nas 4de official: Gerrets Video-assistenten: Oostrom Video-assistenten: Strijker |                         |           |         | Harush, Karami 58', Mattheij, Vriends, Faye, Harroui, Smeets 37', L. Duarte, Rayhi 71' ( D. Duarte), Veldwijk 81' ( Abels), Ache 90' ( Piroe) RESERVEBANK: Coremans, Fabrie, Aberkane, Rigo, Dervişoğlu | Pasveer, Lelieveld, Doekhi, Obispo, Clark, Bero, Honda 81' ( Foor), Bazoer, Buitink 67' ( Grot), Matavž, Linssen RESERVEBANK: Lamprou, Darfalou, Hájek, Vroegh |  |
| Bijz.: Debuut Honda Afwezig: Dasa, Dicko, Gong, Musonda, Tannane (geblesseerd) |                         |           |         | | |  |

Speelronde 15:
| vrijdag 29 november 2019, 20:00 | sc Heerenveen                              | 3–2 (1–2) | Vitesse               | Opstelling sc Heerenveen | Opstelling Vitesse |  |
| Stadion: Abe Lenstra Stadion, Heerenveen Toeschouwers: 17.883 Arbiter: Makkelie Assistenten: Diks Assistenten: Steegstra 4de official: Gansner Video-assistenten: Teuben Video-assistenten: Waleveld | Faik 42' (pen.) Van Bergen 63' Odgaard 69' |           | 9' Matavž 21' Linssen | Hahn, Van Rhijn, Drešević 65', Botman, Floranus 87', Halilović 59' ( Dreyer), Veerman 88' ( Høegh), Faik , Van Bergen, Odgaard, Bruijn 59' ( Kongolo) RESERVEBANK: Bednarek, Doornbusch, Skovgaard, Woudenberg, Van der Heide, Akujobi | Pasveer, Lelieveld 86' ( Grot), Doekhi, Obispo, Clark 61', Foor 71' ( Buitink), Honda 90+4', Bazoer 71' ( Dicko), Bero, Linssen , Matavž RESERVEBANK: Lamprou, Bayazit, Darfalou, Hájek, Vroegh |  |
| Stadion: Abe Lenstra Stadion, Heerenveen Toeschouwers: 17.883 Arbiter: Makkelie Assistenten: Diks Assistenten: Steegstra 4de official: Gansner Video-assistenten: Teuben Video-assistenten: Waleveld |                                            |           |                       | Hahn, Van Rhijn, Drešević 65', Botman, Floranus 87', Halilović 59' ( Dreyer), Veerman 88' ( Høegh), Faik , Van Bergen, Odgaard, Bruijn 59' ( Kongolo) RESERVEBANK: Bednarek, Doornbusch, Skovgaard, Woudenberg, Van der Heide, Akujobi | Pasveer, Lelieveld 86' ( Grot), Doekhi, Obispo, Clark 61', Foor 71' ( Buitink), Honda 90+4', Bazoer 71' ( Dicko), Bero, Linssen , Matavž RESERVEBANK: Lamprou, Bayazit, Darfalou, Hájek, Vroegh |  |
| Stadion: Abe Lenstra Stadion, Heerenveen Toeschouwers: 17.883 Arbiter: Makkelie Assistenten: Diks Assistenten: Steegstra 4de official: Gansner Video-assistenten: Teuben Video-assistenten: Waleveld |                                            |           |                       | Hahn, Van Rhijn, Drešević 65', Botman, Floranus 87', Halilović 59' ( Dreyer), Veerman 88' ( Høegh), Faik , Van Bergen, Odgaard, Bruijn 59' ( Kongolo) RESERVEBANK: Bednarek, Doornbusch, Skovgaard, Woudenberg, Van der Heide, Akujobi | Pasveer, Lelieveld 86' ( Grot), Doekhi, Obispo, Clark 61', Foor 71' ( Buitink), Honda 90+4', Bazoer 71' ( Dicko), Bero, Linssen , Matavž RESERVEBANK: Lamprou, Bayazit, Darfalou, Hájek, Vroegh |  |
| Bijz.: Trainer Slutskiy kondigde direct na de wedstrijd zijn vertrek aan Afwezig: Dasa, Gong, Musonda, Tannane (geblesseerd)                                                                         |                                            |           |                       | | |  |

Speelronde 16:
| zondag 8 december 2019, 12:15 | Vitesse           | 0–0 | Feyenoord | Opstelling Vitesse | Opstelling Feyenoord |  |
| Stadion: GelreDome, Arnhem Toeschouwers: 16.455 Arbiter: Van Boekel Assistenten: Siebert Assistenten: Dobre 4de official: Kooij Video-assistenten: Kamphuis Video-assistenten: Nanninga | Matavž 11' (pen.) |     |           | Pasveer, Lelieveld, Doekhi, Obispo, Clark, Bazoer 40', Foor 81' ( Honda), Bero 66', Dicko 75' ( Grot), Matavž, Linssen 54' RESERVEBANK: Lamprou, Bayazit, Darfalou, Hájek, Buitink, Aktaş, Vroegh | Marsman, Geertruida, Botteghin, Senesi, Malacia 21', Toornstra 28', Fer, Kökçü, Berghuis , Jørgensen 80', Sinisterra 88' ( Larsson) RESERVEBANK: Evora, Van der Heijden, Narsingh, Johnston, Ayoub, Tapia, Burger, El Bouchataoui |  |
| Stadion: GelreDome, Arnhem Toeschouwers: 16.455 Arbiter: Van Boekel Assistenten: Siebert Assistenten: Dobre 4de official: Kooij Video-assistenten: Kamphuis Video-assistenten: Nanninga |                   |     |           | Pasveer, Lelieveld, Doekhi, Obispo, Clark, Bazoer 40', Foor 81' ( Honda), Bero 66', Dicko 75' ( Grot), Matavž, Linssen 54' RESERVEBANK: Lamprou, Bayazit, Darfalou, Hájek, Buitink, Aktaş, Vroegh | Marsman, Geertruida, Botteghin, Senesi, Malacia 21', Toornstra 28', Fer, Kökçü, Berghuis , Jørgensen 80', Sinisterra 88' ( Larsson) RESERVEBANK: Evora, Van der Heijden, Narsingh, Johnston, Ayoub, Tapia, Burger, El Bouchataoui |  |
| Stadion: GelreDome, Arnhem Toeschouwers: 16.455 Arbiter: Van Boekel Assistenten: Siebert Assistenten: Dobre 4de official: Kooij Video-assistenten: Kamphuis Video-assistenten: Nanninga |                   |     |           | Pasveer, Lelieveld, Doekhi, Obispo, Clark, Bazoer 40', Foor 81' ( Honda), Bero 66', Dicko 75' ( Grot), Matavž, Linssen 54' RESERVEBANK: Lamprou, Bayazit, Darfalou, Hájek, Buitink, Aktaş, Vroegh | Marsman, Geertruida, Botteghin, Senesi, Malacia 21', Toornstra 28', Fer, Kökçü, Berghuis , Jørgensen 80', Sinisterra 88' ( Larsson) RESERVEBANK: Evora, Van der Heijden, Narsingh, Johnston, Ayoub, Tapia, Burger, El Bouchataoui |  |
| Afwezig: Dasa, Gong, Musonda, Tannane (geblesseerd) |                   |     |           | | |  |

Speelronde 17:
| zaterdag 14 december 2019, 20:45 | FC Twente | 0–3 (0–0) | Vitesse                   | Opstelling FC Twente | Opstelling Vitesse |  |
| Stadion: De Grolsch Veste, Enschede Toeschouwers: 26.500 Arbiter: Lindhout Assistenten: Vandeursen Assistenten: Inia 4de official: Bijl Video-assistenten: Bax Video-assistenten: Bodde |           |           | 51' 72' Linssen 61' Dicko | Drommel, Pleguezuelo, Busquets, Schenk 42' ( Bijen), Verdonk, Selahi, Brama , Espinosa, Aitor, Vučkić 75' ( Berggreen), Nakamura 27' 39' ( Zekhnini) RESERVEBANK: Van der Gouw, De Lange, Latibeaudiere, Aburjania, Bosch, Zerrouki, Menig | Pasveer, Lelieveld, Doekhi, Obispo, Clark 34', Foor, Honda 56', Vroegh 76' ( Oukili), Dicko 68' ( Tannane), Matavž 80' ( Buitink), Linssen RESERVEBANK: Lamprou, Bayazit, Grot, Darfalou, Hájek, Aktaş, Leeflang |  |
| Stadion: De Grolsch Veste, Enschede Toeschouwers: 26.500 Arbiter: Lindhout Assistenten: Vandeursen Assistenten: Inia 4de official: Bijl Video-assistenten: Bax Video-assistenten: Bodde |           |           |                           | Drommel, Pleguezuelo, Busquets, Schenk 42' ( Bijen), Verdonk, Selahi, Brama , Espinosa, Aitor, Vučkić 75' ( Berggreen), Nakamura 27' 39' ( Zekhnini) RESERVEBANK: Van der Gouw, De Lange, Latibeaudiere, Aburjania, Bosch, Zerrouki, Menig | Pasveer, Lelieveld, Doekhi, Obispo, Clark 34', Foor, Honda 56', Vroegh 76' ( Oukili), Dicko 68' ( Tannane), Matavž 80' ( Buitink), Linssen RESERVEBANK: Lamprou, Bayazit, Grot, Darfalou, Hájek, Aktaş, Leeflang |  |
| Stadion: De Grolsch Veste, Enschede Toeschouwers: 26.500 Arbiter: Lindhout Assistenten: Vandeursen Assistenten: Inia 4de official: Bijl Video-assistenten: Bax Video-assistenten: Bodde |           |           |                           | Drommel, Pleguezuelo, Busquets, Schenk 42' ( Bijen), Verdonk, Selahi, Brama , Espinosa, Aitor, Vučkić 75' ( Berggreen), Nakamura 27' 39' ( Zekhnini) RESERVEBANK: Van der Gouw, De Lange, Latibeaudiere, Aburjania, Bosch, Zerrouki, Menig | Pasveer, Lelieveld, Doekhi, Obispo, Clark 34', Foor, Honda 56', Vroegh 76' ( Oukili), Dicko 68' ( Tannane), Matavž 80' ( Buitink), Linssen RESERVEBANK: Lamprou, Bayazit, Grot, Darfalou, Hájek, Aktaş, Leeflang |  |
| Bijz.: Debuut Oukili Afwezig: Bazoer, Bero (geschorst); Dasa, Gong, Musonda (geblesseerd)                                                                                               |           |           |                           | | |  |

Speelronde 18:
| zondag 22 december 2019, 16:45 | Vitesse                           | 3–0 (2–0) | VVV-Venlo | Opstelling Vitesse | Opstelling VVV-Venlo |  |
| Stadion: GelreDome, Arnhem Toeschouwers: 13.454 Arbiter: Mulder Assistenten: De Nas Assistenten: Frijn 4de official: Hensgens Video-assistenten: Van der Laan Video-assistenten: Ribbink | Bazoer 27' Matavž 30' Linssen 71' |           |           | Pasveer, Lelieveld, Doekhi, Obispo, Clark, Foor 75' ( Vroegh), Bazoer 86' ( Oukili), Bero 31', Dicko 82' ( Buitink 89'), Matavž, Linssen RESERVEBANK: Lamprou, Bayazit, Grot, Darfalou, Tannane, Hájek, Aktaş | Kirschbaum, Pachonik, Röseler, Kum 55', R. Janssen, Post , Linthorst 24' 61' ( S. Janssen), Van Ooijen, Opoku, Soriano 61' ( Wright), Sinclair 80' ( Yeboah) RESERVEBANK: Van Crooij, Craenmehr, Schäfer, Dekker, Scheimann, Van Bruggen, Roemer, Van Dijck |  |
| Stadion: GelreDome, Arnhem Toeschouwers: 13.454 Arbiter: Mulder Assistenten: De Nas Assistenten: Frijn 4de official: Hensgens Video-assistenten: Van der Laan Video-assistenten: Ribbink |                                   |           |           | Pasveer, Lelieveld, Doekhi, Obispo, Clark, Foor 75' ( Vroegh), Bazoer 86' ( Oukili), Bero 31', Dicko 82' ( Buitink 89'), Matavž, Linssen RESERVEBANK: Lamprou, Bayazit, Grot, Darfalou, Tannane, Hájek, Aktaş | Kirschbaum, Pachonik, Röseler, Kum 55', R. Janssen, Post , Linthorst 24' 61' ( S. Janssen), Van Ooijen, Opoku, Soriano 61' ( Wright), Sinclair 80' ( Yeboah) RESERVEBANK: Van Crooij, Craenmehr, Schäfer, Dekker, Scheimann, Van Bruggen, Roemer, Van Dijck |  |
| Stadion: GelreDome, Arnhem Toeschouwers: 13.454 Arbiter: Mulder Assistenten: De Nas Assistenten: Frijn 4de official: Hensgens Video-assistenten: Van der Laan Video-assistenten: Ribbink |                                   |           |           | Pasveer, Lelieveld, Doekhi, Obispo, Clark, Foor 75' ( Vroegh), Bazoer 86' ( Oukili), Bero 31', Dicko 82' ( Buitink 89'), Matavž, Linssen RESERVEBANK: Lamprou, Bayazit, Grot, Darfalou, Tannane, Hájek, Aktaş | Kirschbaum, Pachonik, Röseler, Kum 55', R. Janssen, Post , Linthorst 24' 61' ( S. Janssen), Van Ooijen, Opoku, Soriano 61' ( Wright), Sinclair 80' ( Yeboah) RESERVEBANK: Van Crooij, Craenmehr, Schäfer, Dekker, Scheimann, Van Bruggen, Roemer, Van Dijck |  |
| Afwezig: Dasa, Gong, Musonda (geblesseerd); Honda (persoonlijke omstandigheden) |                                   |           |           | | |  |

Speelronde 19:
| zaterdag 18 januari 2020, 18:30 | Fortuna Sittard | 1–3 (0–2) | Vitesse                    | Opstelling Fortuna Sittard | Opstelling Vitesse |  |
| Stadion: Fortuna Sittard Stadion, Sittard Toeschouwers: 8.238 Arbiter: Van der Eijk Assistenten: Goossens Assistenten: Van de Ven 4de official: Oostrom Video-assistenten: Van der Laan Video-assistenten: Schaap | Ciss 72'        |           | 26' Tannane 39' 64' Matavž | Koșelev, Angha 50' ( Sambou), Niňaj, Dammers 32', Cox, Passlack, Smeets 26', Fernandes 67' ( Carbonell), Ciss, Damașcan 77' ( Donkor), Diemers RESERVEBANK: Koot, Jug, Amiot, Karjalainen, Essers, Tekie, El Ablak | Pasveer, Lelieveld 89', Doekhi, Obispo, Clark, Bero 14', Bazoer 83' ( Buitink), Foor 46' ( Vroegh), Tannane, Matavž 83' ( Dicko), Linssen RESERVEBANK: Lamprou, Bayazit, Grot, Hájek, Aktaş, Leeflang |  |
| Stadion: Fortuna Sittard Stadion, Sittard Toeschouwers: 8.238 Arbiter: Van der Eijk Assistenten: Goossens Assistenten: Van de Ven 4de official: Oostrom Video-assistenten: Van der Laan Video-assistenten: Schaap |                 |           |                            | Koșelev, Angha 50' ( Sambou), Niňaj, Dammers 32', Cox, Passlack, Smeets 26', Fernandes 67' ( Carbonell), Ciss, Damașcan 77' ( Donkor), Diemers RESERVEBANK: Koot, Jug, Amiot, Karjalainen, Essers, Tekie, El Ablak | Pasveer, Lelieveld 89', Doekhi, Obispo, Clark, Bero 14', Bazoer 83' ( Buitink), Foor 46' ( Vroegh), Tannane, Matavž 83' ( Dicko), Linssen RESERVEBANK: Lamprou, Bayazit, Grot, Hájek, Aktaş, Leeflang |  |
| Stadion: Fortuna Sittard Stadion, Sittard Toeschouwers: 8.238 Arbiter: Van der Eijk Assistenten: Goossens Assistenten: Van de Ven 4de official: Oostrom Video-assistenten: Van der Laan Video-assistenten: Schaap |                 |           |                            | Koșelev, Angha 50' ( Sambou), Niňaj, Dammers 32', Cox, Passlack, Smeets 26', Fernandes 67' ( Carbonell), Ciss, Damașcan 77' ( Donkor), Diemers RESERVEBANK: Koot, Jug, Amiot, Karjalainen, Essers, Tekie, El Ablak | Pasveer, Lelieveld 89', Doekhi, Obispo, Clark, Bero 14', Bazoer 83' ( Buitink), Foor 46' ( Vroegh), Tannane, Matavž 83' ( Dicko), Linssen RESERVEBANK: Lamprou, Bayazit, Grot, Hájek, Aktaş, Leeflang |  |
| Afwezig: Dasa, Gong, Musonda (geblesseerd) |                 |           |                            | | |  |

Speelronde 20:
| zondag 26 januari 2020, 12:15 | Vitesse     | 1–1 (1–0) | FC Emmen     | Opstelling Vitesse | Opstelling FC Emmen |  |
| Stadion: GelreDome, Arnhem Toeschouwers: 13.265 Arbiter: Nagtegaal Assistenten: Van Roekel Assistenten: Frijn 4de official: Hensgens Video-assistenten: Ruperti Video-assistenten: Koopman | Linssen 19' |           | 58' De Leeuw | Pasveer, Lelieveld, Doekhi, Obispo, Clark, Bero 35', Bazoer, Foor, Tannane 45+2', Matavž, Linssen RESERVEBANK: Lamprou, Bayazit, Grot, Dicko, Buitink, Aktaş, Vroegh, Oukili, Leeflang | Telgenkamp, Bijl, Heylen, Araujo, Burnet 56', Laursen 35' ( Arias), Hiariej 46' ( Ben Moussa), Peña 45+2', Chacón, Kolar 74' ( De Vos), De Leeuw RESERVEBANK: Van der Lei, Veendorp, Quispel, Görgülü, Haak, Roosken, Ugrinic |  |
| Stadion: GelreDome, Arnhem Toeschouwers: 13.265 Arbiter: Nagtegaal Assistenten: Van Roekel Assistenten: Frijn 4de official: Hensgens Video-assistenten: Ruperti Video-assistenten: Koopman |             |           |              | Pasveer, Lelieveld, Doekhi, Obispo, Clark, Bero 35', Bazoer, Foor, Tannane 45+2', Matavž, Linssen RESERVEBANK: Lamprou, Bayazit, Grot, Dicko, Buitink, Aktaş, Vroegh, Oukili, Leeflang | Telgenkamp, Bijl, Heylen, Araujo, Burnet 56', Laursen 35' ( Arias), Hiariej 46' ( Ben Moussa), Peña 45+2', Chacón, Kolar 74' ( De Vos), De Leeuw RESERVEBANK: Van der Lei, Veendorp, Quispel, Görgülü, Haak, Roosken, Ugrinic |  |
| Stadion: GelreDome, Arnhem Toeschouwers: 13.265 Arbiter: Nagtegaal Assistenten: Van Roekel Assistenten: Frijn 4de official: Hensgens Video-assistenten: Ruperti Video-assistenten: Koopman |             |           |              | Pasveer, Lelieveld, Doekhi, Obispo, Clark, Bero 35', Bazoer, Foor, Tannane 45+2', Matavž, Linssen RESERVEBANK: Lamprou, Bayazit, Grot, Dicko, Buitink, Aktaş, Vroegh, Oukili, Leeflang | Telgenkamp, Bijl, Heylen, Araujo, Burnet 56', Laursen 35' ( Arias), Hiariej 46' ( Ben Moussa), Peña 45+2', Chacón, Kolar 74' ( De Vos), De Leeuw RESERVEBANK: Van der Lei, Veendorp, Quispel, Görgülü, Haak, Roosken, Ugrinic |  |
| Afwezig: Dasa, Gong, Musonda (geblesseerd) |             |           |              | | |  |

Speelronde 21:
Speelronde 22:
| zaterdag 8 februari 2020, 18:30 | FC Groningen         | 1–0 (1–0) | Vitesse | Opstelling FC Groningen | Opstelling Vitesse |  |
| Stadion: Hitachi Capital Mobility Stadion, Groningen Toeschouwers: 17.884 Arbiter: Van den Kerkhof Assistenten: Hoekstra Assistenten: Strijker 4de official: Gansner Video-assistenten: Nagtegaal Video-assistenten: Van Roekel | Lundqvist 13' (pen.) |           |         | Padt, Zeefuik, Te Wierik , Van Hintum, Warmerdam, Asoro 80' ( El Messaoudi), D. van Kaam, Matusiwa, Hrustić 90' ( Itakura), Lundqvist, Postema 48' ( Redan) RESERVEBANK: Hoekstra, De Boer, Memišević, Schreck, Strunck, Sopacua, J. van Kaam, Poll, Slor | Pasveer , Lelieveld, Doekhi, Obispo, Clark 87' ( Brenet), Tronstad, Bazoer, Vroegh 46' ( Grot), Tannane, Matavž 71' ( Buitink), Dicko 86' RESERVEBANK: Lamprou, Bayazit, Dasa, Hájek, Aktaş, Oukili |  |
| Stadion: Hitachi Capital Mobility Stadion, Groningen Toeschouwers: 17.884 Arbiter: Van den Kerkhof Assistenten: Hoekstra Assistenten: Strijker 4de official: Gansner Video-assistenten: Nagtegaal Video-assistenten: Van Roekel |                      |           |         | Padt, Zeefuik, Te Wierik , Van Hintum, Warmerdam, Asoro 80' ( El Messaoudi), D. van Kaam, Matusiwa, Hrustić 90' ( Itakura), Lundqvist, Postema 48' ( Redan) RESERVEBANK: Hoekstra, De Boer, Memišević, Schreck, Strunck, Sopacua, J. van Kaam, Poll, Slor | Pasveer , Lelieveld, Doekhi, Obispo, Clark 87' ( Brenet), Tronstad, Bazoer, Vroegh 46' ( Grot), Tannane, Matavž 71' ( Buitink), Dicko 86' RESERVEBANK: Lamprou, Bayazit, Dasa, Hájek, Aktaş, Oukili |  |
| Stadion: Hitachi Capital Mobility Stadion, Groningen Toeschouwers: 17.884 Arbiter: Van den Kerkhof Assistenten: Hoekstra Assistenten: Strijker 4de official: Gansner Video-assistenten: Nagtegaal Video-assistenten: Van Roekel |                      |           |         | Padt, Zeefuik, Te Wierik , Van Hintum, Warmerdam, Asoro 80' ( El Messaoudi), D. van Kaam, Matusiwa, Hrustić 90' ( Itakura), Lundqvist, Postema 48' ( Redan) RESERVEBANK: Hoekstra, De Boer, Memišević, Schreck, Strunck, Sopacua, J. van Kaam, Poll, Slor | Pasveer , Lelieveld, Doekhi, Obispo, Clark 87' ( Brenet), Tronstad, Bazoer, Vroegh 46' ( Grot), Tannane, Matavž 71' ( Buitink), Dicko 86' RESERVEBANK: Lamprou, Bayazit, Dasa, Hájek, Aktaş, Oukili |  |
| Bijz.: Debuut Brenet Afwezig: Bero, Gong, Musonda (geblesseerd); Linssen (geschorst) |                      |           |         | | |  |

Speelronde 23:
| zondag 16 februari 2020, 12:15 | Vitesse                                       | 4–2 (2–2) | sc Heerenveen         | Opstelling Vitesse | Opstelling sc Heerenveen |  |
| Stadion: GelreDome, Arnhem Toeschouwers: 14.113 Arbiter: Van de Graaf Assistenten: Lapar Assistenten: Weterings 4de official: Dröge Video-assistenten: Van der Laan Video-assistenten: Van Kampen | Linssen 10' 56' Matavž 16' Tannane 66' (pen.) |           | 28' Kongolo 34' Ejuke | Pasveer, Dasa, Doekhi, Obispo, Clark, Bero, Tannane 76' ( Bazoer), Tronstad, Dicko 86' ( Grot), Matavž 69' ( Buitink), Linssen RESERVEBANK: Lamprou, Bayazit, Lelieveld, Hájek, Brenet, Aktaş, Vroegh | Bednarek, Van Rhijn 46' ( Woudenberg), Drešević, Botman ( 73'+), Floranus, Kongolo 81' ( Hajal), Faik 73' ( Espejord), J. Veerman, Van Bergen, Odgaard, Ejuke RESERVEBANK: Doornbusch, Halilović, Bruijn, Đoàn, Van der Heide, Akujobi, Smit |  |
| Stadion: GelreDome, Arnhem Toeschouwers: 14.113 Arbiter: Van de Graaf Assistenten: Lapar Assistenten: Weterings 4de official: Dröge Video-assistenten: Van der Laan Video-assistenten: Van Kampen |                                               |           |                       | Pasveer, Dasa, Doekhi, Obispo, Clark, Bero, Tannane 76' ( Bazoer), Tronstad, Dicko 86' ( Grot), Matavž 69' ( Buitink), Linssen RESERVEBANK: Lamprou, Bayazit, Lelieveld, Hájek, Brenet, Aktaş, Vroegh | Bednarek, Van Rhijn 46' ( Woudenberg), Drešević, Botman ( 73'+), Floranus, Kongolo 81' ( Hajal), Faik 73' ( Espejord), J. Veerman, Van Bergen, Odgaard, Ejuke RESERVEBANK: Doornbusch, Halilović, Bruijn, Đoàn, Van der Heide, Akujobi, Smit |  |
| Stadion: GelreDome, Arnhem Toeschouwers: 14.113 Arbiter: Van de Graaf Assistenten: Lapar Assistenten: Weterings 4de official: Dröge Video-assistenten: Van der Laan Video-assistenten: Van Kampen |                                               |           |                       | Pasveer, Dasa, Doekhi, Obispo, Clark, Bero, Tannane 76' ( Bazoer), Tronstad, Dicko 86' ( Grot), Matavž 69' ( Buitink), Linssen RESERVEBANK: Lamprou, Bayazit, Lelieveld, Hájek, Brenet, Aktaş, Vroegh | Bednarek, Van Rhijn 46' ( Woudenberg), Drešević, Botman ( 73'+), Floranus, Kongolo 81' ( Hajal), Faik 73' ( Espejord), J. Veerman, Van Bergen, Odgaard, Ejuke RESERVEBANK: Doornbusch, Halilović, Bruijn, Đoàn, Van der Heide, Akujobi, Smit |  |
| Afwezig: Gong, Musonda (geblesseerd) |                                               |           |                       | | |  |

Speelronde 24:
| zondag 23 februari 2020, 14:30 | Vitesse    | 1–2 (0–0) | PSV                          | Opstelling Vitesse | Opstelling PSV |  |
| Stadion: GelreDome, Arnhem Toeschouwers: 15.509 Arbiter: Makkelie Assistenten: Diks Assistenten: Van Zuilen 4de official: Bax Video-assistenten: Higler Video-assistenten: Jansen | Matavž 50' |           | 59' (pen.) Lammers 63' Gakpo | Pasveer, Dasa, Doekhi, Obispo 36' 87' ( Grot), Brenet 75' ( Clark), Bero, Tannane, Tronstad, Dicko, Matavž, Linssen 33' ( Buitink) RESERVEBANK: Lamprou, Bayazit, Lelieveld, Hájek, Aktaş, Vroegh, Oukili | Unnerstall, Dumfries, Schwaab, Viergever, Rodríguez, Rosario, Thomas, Hendrix 34' ( Gutiérrez), Ihattaren 87' ( Doan), Lammers, Gakpo 70' ( Bruma) RESERVEBANK: Ruiter, Van Osch, Baumgartl, Mitroglou, Afellay, Boscagli, Teze, Madueke |  |
| Stadion: GelreDome, Arnhem Toeschouwers: 15.509 Arbiter: Makkelie Assistenten: Diks Assistenten: Van Zuilen 4de official: Bax Video-assistenten: Higler Video-assistenten: Jansen |            |           |                              | Pasveer, Dasa, Doekhi, Obispo 36' 87' ( Grot), Brenet 75' ( Clark), Bero, Tannane, Tronstad, Dicko, Matavž, Linssen 33' ( Buitink) RESERVEBANK: Lamprou, Bayazit, Lelieveld, Hájek, Aktaş, Vroegh, Oukili | Unnerstall, Dumfries, Schwaab, Viergever, Rodríguez, Rosario, Thomas, Hendrix 34' ( Gutiérrez), Ihattaren 87' ( Doan), Lammers, Gakpo 70' ( Bruma) RESERVEBANK: Ruiter, Van Osch, Baumgartl, Mitroglou, Afellay, Boscagli, Teze, Madueke |  |
| Stadion: GelreDome, Arnhem Toeschouwers: 15.509 Arbiter: Makkelie Assistenten: Diks Assistenten: Van Zuilen 4de official: Bax Video-assistenten: Higler Video-assistenten: Jansen |            |           |                              | Pasveer, Dasa, Doekhi, Obispo 36' 87' ( Grot), Brenet 75' ( Clark), Bero, Tannane, Tronstad, Dicko, Matavž, Linssen 33' ( Buitink) RESERVEBANK: Lamprou, Bayazit, Lelieveld, Hájek, Aktaş, Vroegh, Oukili | Unnerstall, Dumfries, Schwaab, Viergever, Rodríguez, Rosario, Thomas, Hendrix 34' ( Gutiérrez), Ihattaren 87' ( Doan), Lammers, Gakpo 70' ( Bruma) RESERVEBANK: Ruiter, Van Osch, Baumgartl, Mitroglou, Afellay, Boscagli, Teze, Madueke |  |
| Afwezig: Gong, Musonda (geblesseerd); Bazoer (ziek); Delaveris (niet wedstrijdfit)                                                                                                |            |           |                              | | |  |

Speelronde 25:
| zaterdag 29 februari 2020, 19:45 | PEC Zwolle                                                             | 4–3 (1–2) | Vitesse                           | Opstelling PEC Zwolle | Opstelling Vitesse |  |
| Stadion: MAC³PARK stadion, Zwolle Toeschouwers: 13.088 Arbiter: Lindhout Assistenten: Honig Assistenten: Van de Ven 4de official: Nagtegaal Video-assistenten: Blank Video-assistenten: Van Dongen | Hamer 6' (1–0) Paal 74' Ghoochannejhad 90' (pen.) Pasveer 90+4' (e.d.) |           | 6' (1–1) Matavž 33' 90+2' Tannane | Zetterer, Van Polen , Lam, Nakayama 46' ( Van Wermeskerken), Paal, Hamer, Strieder, Huiberts 87' ( Johnsen), Van Crooij 61' ( Ghoochannejhad), Van Duinen, Clement RESERVEBANK: Mous, Hauptmeijer, Thy, Dekker, Reijnen, Koorman, Van den Belt | Pasveer, Dasa, Doekhi, Obispo, Brenet, Bero 18' 27' ( Bazoer), Tannane 81', Tronstad, Dicko 58' ( Vroegh), Matavž, Linssen 84' ( Grot) RESERVEBANK: Lamprou, Bayazit, Lelieveld, Clark, Hájek, Buitink, Aktaş |  |
| Stadion: MAC³PARK stadion, Zwolle Toeschouwers: 13.088 Arbiter: Lindhout Assistenten: Honig Assistenten: Van de Ven 4de official: Nagtegaal Video-assistenten: Blank Video-assistenten: Van Dongen |                                                                        |           |                                   | Zetterer, Van Polen , Lam, Nakayama 46' ( Van Wermeskerken), Paal, Hamer, Strieder, Huiberts 87' ( Johnsen), Van Crooij 61' ( Ghoochannejhad), Van Duinen, Clement RESERVEBANK: Mous, Hauptmeijer, Thy, Dekker, Reijnen, Koorman, Van den Belt | Pasveer, Dasa, Doekhi, Obispo, Brenet, Bero 18' 27' ( Bazoer), Tannane 81', Tronstad, Dicko 58' ( Vroegh), Matavž, Linssen 84' ( Grot) RESERVEBANK: Lamprou, Bayazit, Lelieveld, Clark, Hájek, Buitink, Aktaş |  |
| Stadion: MAC³PARK stadion, Zwolle Toeschouwers: 13.088 Arbiter: Lindhout Assistenten: Honig Assistenten: Van de Ven 4de official: Nagtegaal Video-assistenten: Blank Video-assistenten: Van Dongen |                                                                        |           |                                   | Zetterer, Van Polen , Lam, Nakayama 46' ( Van Wermeskerken), Paal, Hamer, Strieder, Huiberts 87' ( Johnsen), Van Crooij 61' ( Ghoochannejhad), Van Duinen, Clement RESERVEBANK: Mous, Hauptmeijer, Thy, Dekker, Reijnen, Koorman, Van den Belt | Pasveer, Dasa, Doekhi, Obispo, Brenet, Bero 18' 27' ( Bazoer), Tannane 81', Tronstad, Dicko 58' ( Vroegh), Matavž, Linssen 84' ( Grot) RESERVEBANK: Lamprou, Bayazit, Lelieveld, Clark, Hájek, Buitink, Aktaş |  |
| Afwezig: Gong, Musonda (geblesseerd); Delaveris (niet wedstrijdfit) |                                                                        |           |                                   | | |  |

Speelronde 26:
| zaterdag 7 maart 2020, 19:45 | Vitesse  | 1–0 (0–0) | FC Twente | Opstelling Vitesse | Opstelling FC Twente |  |
| Stadion: GelreDome, Arnhem Toeschouwers: 14.210 Arbiter: Martens Assistenten: Dobre Assistenten: Vandeursen 4de official: Ruperti Video-assistenten: Van den Kerkhof Video-assistenten: Strijker | Grot 70' |           |           | Pasveer, Dasa, Doekhi, Obispo, Brenet, Tronstad 8', Bazoer 11' 32' ( Grot 72' ( Buitink)), Vroegh 38' ( Oukili), Dicko, Matavž, Linssen 81' RESERVEBANK: Lamprou, Bayazit, Lelieveld, Clark, Hájek, Aktaş | Drommel, Troupée 86' ( Verhaegh), Bijen 71', Pleguezuelo, Verdonk, Selahi 48', Busquets 78' ( Zekhnini), Aboerdzjania, Menig 79', Vučkić, Lang ' ( Nakamura) RESERVEBANK: De Lange, Brondeel, Schenk, Brama, Espinosa, Hölscher, Roemeratoe, Bosch |  |
| Stadion: GelreDome, Arnhem Toeschouwers: 14.210 Arbiter: Martens Assistenten: Dobre Assistenten: Vandeursen 4de official: Ruperti Video-assistenten: Van den Kerkhof Video-assistenten: Strijker |          |           |           | Pasveer, Dasa, Doekhi, Obispo, Brenet, Tronstad 8', Bazoer 11' 32' ( Grot 72' ( Buitink)), Vroegh 38' ( Oukili), Dicko, Matavž, Linssen 81' RESERVEBANK: Lamprou, Bayazit, Lelieveld, Clark, Hájek, Aktaş | Drommel, Troupée 86' ( Verhaegh), Bijen 71', Pleguezuelo, Verdonk, Selahi 48', Busquets 78' ( Zekhnini), Aboerdzjania, Menig 79', Vučkić, Lang ' ( Nakamura) RESERVEBANK: De Lange, Brondeel, Schenk, Brama, Espinosa, Hölscher, Roemeratoe, Bosch |  |
| Stadion: GelreDome, Arnhem Toeschouwers: 14.210 Arbiter: Martens Assistenten: Dobre Assistenten: Vandeursen 4de official: Ruperti Video-assistenten: Van den Kerkhof Video-assistenten: Strijker |          |           |           | Pasveer, Dasa, Doekhi, Obispo, Brenet, Tronstad 8', Bazoer 11' 32' ( Grot 72' ( Buitink)), Vroegh 38' ( Oukili), Dicko, Matavž, Linssen 81' RESERVEBANK: Lamprou, Bayazit, Lelieveld, Clark, Hájek, Aktaş | Drommel, Troupée 86' ( Verhaegh), Bijen 71', Pleguezuelo, Verdonk, Selahi 48', Busquets 78' ( Zekhnini), Aboerdzjania, Menig 79', Vučkić, Lang ' ( Nakamura) RESERVEBANK: De Lange, Brondeel, Schenk, Brama, Espinosa, Hölscher, Roemeratoe, Bosch |  |
| Afwezig: Tannane (geschorst); Bero, Delaveris, Gong, Musonda (geblesseerd); Beerens (niet wedstrijdfit)                                                                                          |          |           |           | | |  |

#### Niet gespeelde wedstrijden
Speelronde 27:
| zaterdag 14 maart 2020, 20:45         | FC Utrecht | – (–) | Vitesse | Opstelling FC Utrecht | Opstelling Vitesse |
| Stadion: Stadion Galgenwaard, Utrecht |            |       |         |                       |                    |
|                                       |            |       |         |                       |                    |
|                                       |            |       |         |                       |                    |
|                                       |            |       |         |                       |                    |

Speelronde 28:
| zaterdag 21 maart 2020, 19:45 | Vitesse | – (–) | Willem II | Opstelling Vitesse | Opstelling Willem II |
| Stadion: GelreDome, Arnhem    |         |       |           |                    |                      |
|                               |         |       |           |                    |                      |
|                               |         |       |           |                    |                      |
|                               |         |       |           |                    |                      |

Speelronde 29:
| zaterdag 4 april 2020, 20:45   | AZ | – (–) | Vitesse | Opstelling AZ | Opstelling Vitesse |
| Stadion: AFAS Stadion, Alkmaar |    |       |         |               |                    |
|                                |    |       |         |               |                    |
|                                |    |       |         |               |                    |
|                                |    |       |         |               |                    |

Speelronde 30:
| zaterdag 11 april 2020, 18:30 | Vitesse | – (–) | RKC Waalwijk | Opstelling Vitesse | Opstelling RKC Waalwijk |
| Stadion: GelreDome, Arnhem    |         |       |              |                    |                         |
|                               |         |       |              |                    |                         |
|                               |         |       |              |                    |                         |
|                               |         |       |              |                    |                         |

Speelronde 31:
| donderdag 23 april 2020, 20:45          | Ajax | – (–) | Vitesse | Opstelling Ajax | Opstelling Vitesse |
| Stadion: Johan Cruijff ArenA, Amsterdam |      |       |         |                 |                    |
|                                         |      |       |         |                 |                    |
|                                         |      |       |         |                 |                    |
|                                         |      |       |         |                 |                    |

Speelronde 32:
| zondag 26 april 2020, 16:45 | Vitesse | – (–) | Sparta Rotterdam | Opstelling Vitesse | Opstelling Sparta Rotterdam |
| Stadion: GelreDome, Arnhem  |         |       |                  |                    |                             |
|                             |         |       |                  |                    |                             |
|                             |         |       |                  |                    |                             |
|                             |         |       |                  |                    |                             |

Speelronde 33:
| zondag 3 mei 2020, 14:30   | Vitesse | – (–) | Heracles Almelo | Opstelling Vitesse | Opstelling Heracles Almelo |
| Stadion: GelreDome, Arnhem |         |       |                 |                    |                            |
|                            |         |       |                 |                    |                            |
|                            |         |       |                 |                    |                            |
|                            |         |       |                 |                    |                            |

Speelronde 34:
| zondag 10 mei 2020, 14:30                        | Feyenoord | – (–) | Vitesse | Opstelling Feyenoord | Opstelling Vitesse |
| Stadion: Stadion Feijenoord "De Kuip", Rotterdam |           |       |         |                      |                    |
|                                                  |           |       |         |                      |                    |
|                                                  |           |       |         |                      |                    |
|                                                  |           |       |         |                      |                    |

### KNVB beker
- De loting voor de eerste ronde vond plaats op 31 augustus 2019 waarbij Vitesse een thuiswedstrijd lootte tegen De Graafschap.
- De loting voor de tweede ronde vond plaats op 2 november 2019 waarbij Vitesse een thuiswedstrijd lootte tegen ODIN '59.
- De loting voor de achtste finale (en volgende ronden) vond plaats op 21 december 2019 waarbij Vitesse een uitwedstrijd lootte tegen Heracles Almelo.
- Na de winst op Heracles speelt Vitesse een thuiswedstrijd in de kwartfinale tegen Ajax.

Eerste ronde:
| dinsdag 29 oktober 2019, 18:30 | Vitesse               | 2–0 (1–0) | De Graafschap | Opstelling Vitesse | Opstelling De Graafschap |  |
| Stadion: GelreDome, Arnhem Toeschouwers: 9.664 Arbiter: Lindhout Assistenten: Van de Ven Assistenten: Kleinjan 4de official: Ruperti | Darfalou 3' Dicko 68' |           |               | Lamprou, Lelieveld, Hájek, Doekhi, Clark, Grot 87' ( Vroegh), Dasa, Bazoer, Bero , Buitink 66' ( Dicko), Darfalou 78' ( Foor) RESERVEBANK: Pasveer, Bayazit, Obispo, Matavž, Aktaş | Jurjus, Owusu, Van Heertum, Van Huizen, Baas 59' ( Seuntjens ( 72'+)), Tutuarima, Vet, Van den Boomen, Breinburg, Van Mieghem 72' ( Chiazor), Helmer 59' ( Schuurman) RESERVEBANK: Rondeel, Van den Dam, Nijland, Thomassen, Van Nispen, Hilderink, Vergara |  |
| Stadion: GelreDome, Arnhem Toeschouwers: 9.664 Arbiter: Lindhout Assistenten: Van de Ven Assistenten: Kleinjan 4de official: Ruperti |                       |           |               | Lamprou, Lelieveld, Hájek, Doekhi, Clark, Grot 87' ( Vroegh), Dasa, Bazoer, Bero , Buitink 66' ( Dicko), Darfalou 78' ( Foor) RESERVEBANK: Pasveer, Bayazit, Obispo, Matavž, Aktaş | Jurjus, Owusu, Van Heertum, Van Huizen, Baas 59' ( Seuntjens ( 72'+)), Tutuarima, Vet, Van den Boomen, Breinburg, Van Mieghem 72' ( Chiazor), Helmer 59' ( Schuurman) RESERVEBANK: Rondeel, Van den Dam, Nijland, Thomassen, Van Nispen, Hilderink, Vergara |  |
| Stadion: GelreDome, Arnhem Toeschouwers: 9.664 Arbiter: Lindhout Assistenten: Van de Ven Assistenten: Kleinjan 4de official: Ruperti |                       |           |               | Lamprou, Lelieveld, Hájek, Doekhi, Clark, Grot 87' ( Vroegh), Dasa, Bazoer, Bero , Buitink 66' ( Dicko), Darfalou 78' ( Foor) RESERVEBANK: Pasveer, Bayazit, Obispo, Matavž, Aktaş | Jurjus, Owusu, Van Heertum, Van Huizen, Baas 59' ( Seuntjens ( 72'+)), Tutuarima, Vet, Van den Boomen, Breinburg, Van Mieghem 72' ( Chiazor), Helmer 59' ( Schuurman) RESERVEBANK: Rondeel, Van den Dam, Nijland, Thomassen, Van Nispen, Hilderink, Vergara |  |
| Bijz.: Debuut Hájek en Lamprou Afwezig: Gong, Musonda, Tannane (geblesseerd)                                                         |                       |           |               | | |  |

Tweede ronde:
| dinsdag 17 december 2019, 19:45                                                                                                 | Vitesse                                       | 4–0 (4–0) | ODIN '59 | Opstelling Vitesse | Opstelling ODIN '59 |  |
| Stadion: GelreDome, Arnhem Toeschouwers: 5.511 Arbiter: Ruperti Assistenten: Janson Assistenten: Ozinga 4de official: Nagtegaal | Buitink 24' Darfalou 27' Vroegh 30' Hájek 41' |           |          | Lamprou, Lelieveld, Doekhi 85' ( Aktaş), Hájek, Clark, Bero ( 46'+) 73', Bazoer, Vroegh, Darfalou 69' ( Tannane), Buitink, Linssen 46' ( Grot) RESERVEBANK: Pasveer, Bayazit, Obispo, Matavž, Dicko, Foor | Meendering, Boekel, Cremers 66' ( Scheffer), Halman 46' ( Al Mahdi), Brandsma, De Vries 69' ( Willemse), Eekhout, Tros, Jager, Mijnders, Hulleman RESERVEBANK: Van Vliet, Dikker, Driever, Ben Chekh, Kansen |  |
| Stadion: GelreDome, Arnhem Toeschouwers: 5.511 Arbiter: Ruperti Assistenten: Janson Assistenten: Ozinga 4de official: Nagtegaal |                                               |           |          | Lamprou, Lelieveld, Doekhi 85' ( Aktaş), Hájek, Clark, Bero ( 46'+) 73', Bazoer, Vroegh, Darfalou 69' ( Tannane), Buitink, Linssen 46' ( Grot) RESERVEBANK: Pasveer, Bayazit, Obispo, Matavž, Dicko, Foor | Meendering, Boekel, Cremers 66' ( Scheffer), Halman 46' ( Al Mahdi), Brandsma, De Vries 69' ( Willemse), Eekhout, Tros, Jager, Mijnders, Hulleman RESERVEBANK: Van Vliet, Dikker, Driever, Ben Chekh, Kansen |  |
| Stadion: GelreDome, Arnhem Toeschouwers: 5.511 Arbiter: Ruperti Assistenten: Janson Assistenten: Ozinga 4de official: Nagtegaal |                                               |           |          | Lamprou, Lelieveld, Doekhi 85' ( Aktaş), Hájek, Clark, Bero ( 46'+) 73', Bazoer, Vroegh, Darfalou 69' ( Tannane), Buitink, Linssen 46' ( Grot) RESERVEBANK: Pasveer, Bayazit, Obispo, Matavž, Dicko, Foor | Meendering, Boekel, Cremers 66' ( Scheffer), Halman 46' ( Al Mahdi), Brandsma, De Vries 69' ( Willemse), Eekhout, Tros, Jager, Mijnders, Hulleman RESERVEBANK: Van Vliet, Dikker, Driever, Ben Chekh, Kansen |  |
| Bijz.: Debuut Aktaş Afwezig: Dasa, Gong, Musonda (geblesseerd)                                                                  |                                               |           |          | | |  |

Achtste finale:
| woensdag 22 januari 2020, 18:30                                                                                                   | Heracles Almelo | 0–2 (0–1) | Vitesse                | Opstelling Heracles Almelo | Opstelling Vitesse |  |
| Stadion: Erve Asito, Almelo Toeschouwers: 6.034 Arbiter: Kamphuis Assistenten: Dobre Assistenten: Weterings 4de official: Ruperti |                 |           | 11' Tannane 60' Matavž | Brouwer, Breukers , Knoester, Van den Buijs, Hardeveld, Kiomourtzoglou, Merkel 80', Osman 46' ( Van der Water), Mauro Júnior, Dessers, Bijleveld 46' ( Cijntje) RESERVEBANK: Bucker, Schoofs, Szöke, Jakubiak, Rossmann, Konings | Pasveer, Lelieveld, Doekhi, Obispo, Clark, Bero, Bazoer, Vroegh, Tannane 71' ( Dicko), Matavž 84' ( Buitink), Linssen RESERVEBANK: Lamprou, Bayazit, Grot, Hájek, Aktaş, Oukili, Leeflang |  |
| Stadion: Erve Asito, Almelo Toeschouwers: 6.034 Arbiter: Kamphuis Assistenten: Dobre Assistenten: Weterings 4de official: Ruperti |                 |           |                        | Brouwer, Breukers , Knoester, Van den Buijs, Hardeveld, Kiomourtzoglou, Merkel 80', Osman 46' ( Van der Water), Mauro Júnior, Dessers, Bijleveld 46' ( Cijntje) RESERVEBANK: Bucker, Schoofs, Szöke, Jakubiak, Rossmann, Konings | Pasveer, Lelieveld, Doekhi, Obispo, Clark, Bero, Bazoer, Vroegh, Tannane 71' ( Dicko), Matavž 84' ( Buitink), Linssen RESERVEBANK: Lamprou, Bayazit, Grot, Hájek, Aktaş, Oukili, Leeflang |  |
| Stadion: Erve Asito, Almelo Toeschouwers: 6.034 Arbiter: Kamphuis Assistenten: Dobre Assistenten: Weterings 4de official: Ruperti |                 |           |                        | Brouwer, Breukers , Knoester, Van den Buijs, Hardeveld, Kiomourtzoglou, Merkel 80', Osman 46' ( Van der Water), Mauro Júnior, Dessers, Bijleveld 46' ( Cijntje) RESERVEBANK: Bucker, Schoofs, Szöke, Jakubiak, Rossmann, Konings | Pasveer, Lelieveld, Doekhi, Obispo, Clark, Bero, Bazoer, Vroegh, Tannane 71' ( Dicko), Matavž 84' ( Buitink), Linssen RESERVEBANK: Lamprou, Bayazit, Grot, Hájek, Aktaş, Oukili, Leeflang |  |
| Afwezig: Dasa, Foor, Gong, Musonda (geblesseerd)                                                                                  |                 |           |                        | | |  |

Kwartfinale:
| woensdag 12 februari 2020, 20:45 | Vitesse | 0–3 (0–1) | Ajax                                       | Opstelling Vitesse | Opstelling Ajax |  |
| Stadion: GelreDome, Arnhem Toeschouwers: 18.389 Arbiter: Nijhuis Assistenten: Brondijk Assistenten: Van Dongen 4de official: Oostrom Video-assistenten: Mulder Video-assistenten: Goossens |         |           | 32' Babel 76' Gravenberch 85' (pen.) Tadić | Pasveer, Lelieveld, Doekhi, Obispo, Clark 79' ( Grot), Tronstad, Tannane 89' ( Vroegh), Bero, Dicko, Matavž 22', 83', Linssen 90+1' RESERVEBANK: Lamprou, Bayazit, Bazoer, Dasa, Hájek, Brenet, Buitink, Aktaş, Oukili | Onana, Dest, Álvarez, Martínez, Tagliafico, Gravenberch 77' ( Blind), Van de Beek 39', Eiting 69', Tadić , Traoré 80' ( Ziyech), Babel 22' 85' ( Huntelaar) RESERVEBANK: Varela, Kotarski, Mazraoui, De Jong, Marin, Ekkelenkamp, J. Timber, Danilo |  |
| Stadion: GelreDome, Arnhem Toeschouwers: 18.389 Arbiter: Nijhuis Assistenten: Brondijk Assistenten: Van Dongen 4de official: Oostrom Video-assistenten: Mulder Video-assistenten: Goossens |         |           |                                            | Pasveer, Lelieveld, Doekhi, Obispo, Clark 79' ( Grot), Tronstad, Tannane 89' ( Vroegh), Bero, Dicko, Matavž 22', 83', Linssen 90+1' RESERVEBANK: Lamprou, Bayazit, Bazoer, Dasa, Hájek, Brenet, Buitink, Aktaş, Oukili | Onana, Dest, Álvarez, Martínez, Tagliafico, Gravenberch 77' ( Blind), Van de Beek 39', Eiting 69', Tadić , Traoré 80' ( Ziyech), Babel 22' 85' ( Huntelaar) RESERVEBANK: Varela, Kotarski, Mazraoui, De Jong, Marin, Ekkelenkamp, J. Timber, Danilo |  |
| Stadion: GelreDome, Arnhem Toeschouwers: 18.389 Arbiter: Nijhuis Assistenten: Brondijk Assistenten: Van Dongen 4de official: Oostrom Video-assistenten: Mulder Video-assistenten: Goossens |         |           |                                            | Pasveer, Lelieveld, Doekhi, Obispo, Clark 79' ( Grot), Tronstad, Tannane 89' ( Vroegh), Bero, Dicko, Matavž 22', 83', Linssen 90+1' RESERVEBANK: Lamprou, Bayazit, Bazoer, Dasa, Hájek, Brenet, Buitink, Aktaş, Oukili | Onana, Dest, Álvarez, Martínez, Tagliafico, Gravenberch 77' ( Blind), Van de Beek 39', Eiting 69', Tadić , Traoré 80' ( Ziyech), Babel 22' 85' ( Huntelaar) RESERVEBANK: Varela, Kotarski, Mazraoui, De Jong, Marin, Ekkelenkamp, J. Timber, Danilo |  |
| Bijz.: Erik ten Hag Afwezig: Gong, Musonda (geblesseerd) |         |           |                                            | | |  |

### Oefenwedstrijden
| woensdag 3 juli 2019, 17:00                                                 | FC Midtjylland                              | 4–3 (2–0) | Vitesse              | Opstelling FC Midtjylland | Opstelling Vitesse |  |
| Stadion: remeSPORT Sports Centre, Opalenica Toeschouwers: 42 Arbiter: Pelka | Wikheim 6' Brumado 37' Mabil 59' Dovbyk 72' |           | 51' 53' 58' Darfalou | J. Hansen 46' ( Andersen), K. Hansen 46' ( Døhr Thychosen), Sviatchenko 46' ( James), Scholz 46' ( Nicolaisen), Andersson 46' ( Dal Hende), Onyeka 46' ( Anderson), Okosun 46' ( Poulsen), Evander 46' ( Cajuste), Dyhr 46' ( Isaksen), Brumado 10' 46' ( Mabil), Wikheim 46' ( Dovbyk) | Houwen, Karavaev 46' ( Lelieveld), Doekhi 65' ( Thelander), Obispo 46' ( Hájek), Clark, Ali 84' ( Oukili), Foor, Musaba 66' ( Vroegh), Grot 46' ( Ould-Chikh), Matavž 46' ( Darfalou), Linssen |  |
| Stadion: remeSPORT Sports Centre, Opalenica Toeschouwers: 42 Arbiter: Pelka |                                             |           |                      | J. Hansen 46' ( Andersen), K. Hansen 46' ( Døhr Thychosen), Sviatchenko 46' ( James), Scholz 46' ( Nicolaisen), Andersson 46' ( Dal Hende), Onyeka 46' ( Anderson), Okosun 46' ( Poulsen), Evander 46' ( Cajuste), Dyhr 46' ( Isaksen), Brumado 10' 46' ( Mabil), Wikheim 46' ( Dovbyk) | Houwen, Karavaev 46' ( Lelieveld), Doekhi 65' ( Thelander), Obispo 46' ( Hájek), Clark, Ali 84' ( Oukili), Foor, Musaba 66' ( Vroegh), Grot 46' ( Ould-Chikh), Matavž 46' ( Darfalou), Linssen |  |
| Stadion: remeSPORT Sports Centre, Opalenica Toeschouwers: 42 Arbiter: Pelka |                                             |           |                      | J. Hansen 46' ( Andersen), K. Hansen 46' ( Døhr Thychosen), Sviatchenko 46' ( James), Scholz 46' ( Nicolaisen), Andersson 46' ( Dal Hende), Onyeka 46' ( Anderson), Okosun 46' ( Poulsen), Evander 46' ( Cajuste), Dyhr 46' ( Isaksen), Brumado 10' 46' ( Mabil), Wikheim 46' ( Dovbyk) | Houwen, Karavaev 46' ( Lelieveld), Doekhi 65' ( Thelander), Obispo 46' ( Hájek), Clark, Ali 84' ( Oukili), Foor, Musaba 66' ( Vroegh), Grot 46' ( Ould-Chikh), Matavž 46' ( Darfalou), Linssen |  |
|                                                                             |                                             |           |                      | | |  |

| zaterdag 6 juli 2019, 17:00                                        | Korona Kielce | 1–1 (1–0) | Vitesse  | Opstelling Korona Kielce | Opstelling Vitesse |  |
| Stadion: remeSPORT Sports Centre, Opalenica Arbiter: Wrzeszczynski | Cebula 27'    |           | 78' Bero | Sokół, Gardawski 85' ( Szymusik), Márquez 80' ( Tzimopoulos), Kovačević 82' ( Pierzchała), Dziwniel 57' ( Kosakiewicz), Gnjatić 36' 75' ( Sewerzyński), Żubrowski 44' ( Zalazar), Pacinda 82' ( Sowiński), Arveladze 62' ( Pučko), Cebula 69' ( Skrzecz), Papadopulos 67' ( Żyro) | Bayazit, Lelieveld, Doekhi 46' ( Obispo), Hájek 71' ( Thelander), Karavaev 46' ( Clark), Bero 43', Ali 87', Foor, Buitink 19' ( Matavž 71' ( Musaba)), Darfalou, Grot 60' ( Ould-Chikh 69') |  |
| Stadion: remeSPORT Sports Centre, Opalenica Arbiter: Wrzeszczynski |               |           |          | Sokół, Gardawski 85' ( Szymusik), Márquez 80' ( Tzimopoulos), Kovačević 82' ( Pierzchała), Dziwniel 57' ( Kosakiewicz), Gnjatić 36' 75' ( Sewerzyński), Żubrowski 44' ( Zalazar), Pacinda 82' ( Sowiński), Arveladze 62' ( Pučko), Cebula 69' ( Skrzecz), Papadopulos 67' ( Żyro) | Bayazit, Lelieveld, Doekhi 46' ( Obispo), Hájek 71' ( Thelander), Karavaev 46' ( Clark), Bero 43', Ali 87', Foor, Buitink 19' ( Matavž 71' ( Musaba)), Darfalou, Grot 60' ( Ould-Chikh 69') |  |
| Stadion: remeSPORT Sports Centre, Opalenica Arbiter: Wrzeszczynski |               |           |          | Sokół, Gardawski 85' ( Szymusik), Márquez 80' ( Tzimopoulos), Kovačević 82' ( Pierzchała), Dziwniel 57' ( Kosakiewicz), Gnjatić 36' 75' ( Sewerzyński), Żubrowski 44' ( Zalazar), Pacinda 82' ( Sowiński), Arveladze 62' ( Pučko), Cebula 69' ( Skrzecz), Papadopulos 67' ( Żyro) | Bayazit, Lelieveld, Doekhi 46' ( Obispo), Hájek 71' ( Thelander), Karavaev 46' ( Clark), Bero 43', Ali 87', Foor, Buitink 19' ( Matavž 71' ( Musaba)), Darfalou, Grot 60' ( Ould-Chikh 69') |  |
|                                                                    |               |           |          | | |  |

| dinsdag 9 juli 2019, 17:00                                                       | Lech Poznań                      | 2–0 (2–0) | Vitesse | Opstelling Lech Poznań | Opstelling Vitesse |  |
| Stadion: remeSPORT Sports Centre, Opalenica Toeschouwers: 678 Arbiter: Waskowski | Marchwiński 31' Crnomarković 38' |           |         | Van der Hart 46' ( Szymański), Gumny 46' ( Cywka), Rogne 46' ( Pleśnierowicz), Crnomarković 46' ( Dejewski), Puchacz 46' ( Niewiadomski), Jóźwiak 46' ( Kamiński), Muhar 46' ( Skrzypczak), Tiba 46' ( Moder), Marchwiński 46' ( Klupś 82' ( Szymczak)), Jevtić 46' ( Zhamaledtinov), Amaral 46' ( Tomczyk) | Houwen, Karavaev, Doekhi 71' ( Thelander), Obispo 46' ( Hájek), Clark 46' ( Lelieveld), Foor 57' ( Vroegh), Bero 60', Ali 46' ( Musaba), Grot 76' ( Oukili), Linssen, Darfalou 25' ( Ould-Chikh) RESERVEBANK: Bayazit |  |
| Stadion: remeSPORT Sports Centre, Opalenica Toeschouwers: 678 Arbiter: Waskowski |                                  |           |         | Van der Hart 46' ( Szymański), Gumny 46' ( Cywka), Rogne 46' ( Pleśnierowicz), Crnomarković 46' ( Dejewski), Puchacz 46' ( Niewiadomski), Jóźwiak 46' ( Kamiński), Muhar 46' ( Skrzypczak), Tiba 46' ( Moder), Marchwiński 46' ( Klupś 82' ( Szymczak)), Jevtić 46' ( Zhamaledtinov), Amaral 46' ( Tomczyk) | Houwen, Karavaev, Doekhi 71' ( Thelander), Obispo 46' ( Hájek), Clark 46' ( Lelieveld), Foor 57' ( Vroegh), Bero 60', Ali 46' ( Musaba), Grot 76' ( Oukili), Linssen, Darfalou 25' ( Ould-Chikh) RESERVEBANK: Bayazit |  |
| Stadion: remeSPORT Sports Centre, Opalenica Toeschouwers: 678 Arbiter: Waskowski |                                  |           |         | Van der Hart 46' ( Szymański), Gumny 46' ( Cywka), Rogne 46' ( Pleśnierowicz), Crnomarković 46' ( Dejewski), Puchacz 46' ( Niewiadomski), Jóźwiak 46' ( Kamiński), Muhar 46' ( Skrzypczak), Tiba 46' ( Moder), Marchwiński 46' ( Klupś 82' ( Szymczak)), Jevtić 46' ( Zhamaledtinov), Amaral 46' ( Tomczyk) | Houwen, Karavaev, Doekhi 71' ( Thelander), Obispo 46' ( Hájek), Clark 46' ( Lelieveld), Foor 57' ( Vroegh), Bero 60', Ali 46' ( Musaba), Grot 76' ( Oukili), Linssen, Darfalou 25' ( Ould-Chikh) RESERVEBANK: Bayazit |  |
|                                                                                  |                                  |           |         | | |  |

| vrijdag 12 juli 2019, 16:00                                                     | Pogoń Szczecin                 | 2–1 (1–1) | Vitesse   | Opstelling Pogoń Szczecin | Opstelling Vitesse |  |
| Stadion: remeSPORT Sports Centre, Opalenica Toeschouwers: 53 Arbiter: Waskowski | Buksa 30' Frączczak 75' (pen.) |           | 8' Matavž | Stipica, Stec 46' ( Bartkowski), Zech 74' ( Frączczak), Łasicki 9' 80' ( Pawłowski), Nunes 46' ( Matynia), Podstawski 74' ( Spiridonović), Drygas 74' ( Kozłowski), Kowalczyk 46' ( Listkowski), Kožulj 74' ( Manias), Guarrotxena 60' ( Hostikka), Buksa 46' ( Benyamina) | Bayazit, Lelieveld 46' ( Clark), Doekhi 46' ( Hájek), Obispo, Karavaev, Vroegh 70' ( Musaba), Bero, Foor, Linssen 78' ( Oukili), Matavž 61' ( Ould-Chikh), Grot |  |
| Stadion: remeSPORT Sports Centre, Opalenica Toeschouwers: 53 Arbiter: Waskowski |                                |           |           | Stipica, Stec 46' ( Bartkowski), Zech 74' ( Frączczak), Łasicki 9' 80' ( Pawłowski), Nunes 46' ( Matynia), Podstawski 74' ( Spiridonović), Drygas 74' ( Kozłowski), Kowalczyk 46' ( Listkowski), Kožulj 74' ( Manias), Guarrotxena 60' ( Hostikka), Buksa 46' ( Benyamina) | Bayazit, Lelieveld 46' ( Clark), Doekhi 46' ( Hájek), Obispo, Karavaev, Vroegh 70' ( Musaba), Bero, Foor, Linssen 78' ( Oukili), Matavž 61' ( Ould-Chikh), Grot |  |
| Stadion: remeSPORT Sports Centre, Opalenica Toeschouwers: 53 Arbiter: Waskowski |                                |           |           | Stipica, Stec 46' ( Bartkowski), Zech 74' ( Frączczak), Łasicki 9' 80' ( Pawłowski), Nunes 46' ( Matynia), Podstawski 74' ( Spiridonović), Drygas 74' ( Kozłowski), Kowalczyk 46' ( Listkowski), Kožulj 74' ( Manias), Guarrotxena 60' ( Hostikka), Buksa 46' ( Benyamina) | Bayazit, Lelieveld 46' ( Clark), Doekhi 46' ( Hájek), Obispo, Karavaev, Vroegh 70' ( Musaba), Bero, Foor, Linssen 78' ( Oukili), Matavž 61' ( Ould-Chikh), Grot |  |
|                                                                                 |                                |           |           | | |  |

| zaterdag 20 juli 2019, 15:00                                                       | SV Darmstadt 98 | 0–1 (0–1) | Vitesse    | Opstelling SV Darmstadt 98 | Opstelling Vitesse |  |
| Stadion: Merck-Stadion am Böllenfalltor, Darmstadt Arbiter: Rafalski               |                 |           | 25' Matavž | Schuhen 62' ( Stritzel), Holland 73' ( Hertner), Đumić 79', Höhn 62' ( Wittek), Herrmann 73' ( Egbo), Stark, Schnellhardt 62' ( Kempe), Heller, Mehlem 46' ( Pálsson), Honsak 48' ( Skarke), Dursun 62' ( Platte 76' ( Wurtz)) | Lamprou, Karavaev 46' ( Lelieveld), Doekhi 82' ( Thelander), Obispo 43' 46' ( Hájek), Clark 46' ( Nelom), Bero 63' ( Musonda), Bazoer 46' ( Ali), Foor 82' ( Ould-Chikh), Tannane 46' ( Vroegh 50'), Matavž 46' ( Darfalou), Linssen RESERVEBANK: Bayazit, Musaba |  |
| Stadion: Merck-Stadion am Böllenfalltor, Darmstadt Arbiter: Rafalski               |                 |           |            | Schuhen 62' ( Stritzel), Holland 73' ( Hertner), Đumić 79', Höhn 62' ( Wittek), Herrmann 73' ( Egbo), Stark, Schnellhardt 62' ( Kempe), Heller, Mehlem 46' ( Pálsson), Honsak 48' ( Skarke), Dursun 62' ( Platte 76' ( Wurtz)) | Lamprou, Karavaev 46' ( Lelieveld), Doekhi 82' ( Thelander), Obispo 43' 46' ( Hájek), Clark 46' ( Nelom), Bero 63' ( Musonda), Bazoer 46' ( Ali), Foor 82' ( Ould-Chikh), Tannane 46' ( Vroegh 50'), Matavž 46' ( Darfalou), Linssen RESERVEBANK: Bayazit, Musaba |  |
| Stadion: Merck-Stadion am Böllenfalltor, Darmstadt Arbiter: Rafalski               |                 |           |            | Schuhen 62' ( Stritzel), Holland 73' ( Hertner), Đumić 79', Höhn 62' ( Wittek), Herrmann 73' ( Egbo), Stark, Schnellhardt 62' ( Kempe), Heller, Mehlem 46' ( Pálsson), Honsak 48' ( Skarke), Dursun 62' ( Platte 76' ( Wurtz)) | Lamprou, Karavaev 46' ( Lelieveld), Doekhi 82' ( Thelander), Obispo 43' 46' ( Hájek), Clark 46' ( Nelom), Bero 63' ( Musonda), Bazoer 46' ( Ali), Foor 82' ( Ould-Chikh), Tannane 46' ( Vroegh 50'), Matavž 46' ( Darfalou), Linssen RESERVEBANK: Bayazit, Musaba |  |
| Bijz.: De eerste wedstrijd van Vitesse geleidt door een vrouwelijke scheidsrechter |                 |           |            | | |  |

| woensdag 24 juli 2019, 19:00                                                              | Vitesse    | 1–1 (1–1) | Sivasspor | Opstelling Vitesse | Opstelling Sivasspor |  |
| Stadion: Sportveld Driel (RKSV Driel), Driel Toeschouwers: 1.064 Arbiter: Van den Kerkhof | Matavž 14' |           | 39' Koné  | Lamprou, Karavaev 46' ( Lelieveld), Doekhi 46' ( Aktaş), Obispo 46' ( Hájek), Clark 46' ( Nelom), Bero 46' ( Vroegh), Bazoer 46' ( Ali), Musonda 46' ( Musaba), Tannane 46' ( Foor), Matavž 46' ( Darfalou), Linssen 46' ( Ten Teije) RESERVEBANK: Bayazit, Ould-Chikh | Vural, Marcelo Goiano, Appindangoyé, Osmanpaşa, Çiftçi, Hakan, Rybalka, Yeşilyurt, Ziya, Mert, Koné RESERVEBANK: Samassa; invallers: Yıldırım, Fatih, Eğri, Yeşil, Öztoprak, Torunoğulları, Cofie |  |
| Stadion: Sportveld Driel (RKSV Driel), Driel Toeschouwers: 1.064 Arbiter: Van den Kerkhof |            |           |           | Lamprou, Karavaev 46' ( Lelieveld), Doekhi 46' ( Aktaş), Obispo 46' ( Hájek), Clark 46' ( Nelom), Bero 46' ( Vroegh), Bazoer 46' ( Ali), Musonda 46' ( Musaba), Tannane 46' ( Foor), Matavž 46' ( Darfalou), Linssen 46' ( Ten Teije) RESERVEBANK: Bayazit, Ould-Chikh | Vural, Marcelo Goiano, Appindangoyé, Osmanpaşa, Çiftçi, Hakan, Rybalka, Yeşilyurt, Ziya, Mert, Koné RESERVEBANK: Samassa; invallers: Yıldırım, Fatih, Eğri, Yeşil, Öztoprak, Torunoğulları, Cofie |  |
| Stadion: Sportveld Driel (RKSV Driel), Driel Toeschouwers: 1.064 Arbiter: Van den Kerkhof |            |           |           | Lamprou, Karavaev 46' ( Lelieveld), Doekhi 46' ( Aktaş), Obispo 46' ( Hájek), Clark 46' ( Nelom), Bero 46' ( Vroegh), Bazoer 46' ( Ali), Musonda 46' ( Musaba), Tannane 46' ( Foor), Matavž 46' ( Darfalou), Linssen 46' ( Ten Teije) RESERVEBANK: Bayazit, Ould-Chikh | Vural, Marcelo Goiano, Appindangoyé, Osmanpaşa, Çiftçi, Hakan, Rybalka, Yeşilyurt, Ziya, Mert, Koné RESERVEBANK: Samassa; invallers: Yıldırım, Fatih, Eğri, Yeşil, Öztoprak, Torunoğulları, Cofie |  |
|                                                                                           |            |           |           | | |  |

| zondag 28 juli 2019, 17:00                                                       | Bayer 04 Leverkusen | 1–1 (1–1) | Vitesse   | Opstelling Bayer 04 Leverkusen                                                                                                 | Opstelling Vitesse |  |
| Stadion: Jugendfußballzentrum Kurtekotten, Keulen Toeschouwers: 800 Arbiter: Koj | S. Bender 32'       |           | 28' Clark | Hrádecký, S. Bender, Dragović, L. Bender 46' ( Türkmen), Demirbay, Diaby, Sinkgraven, Havertz, Stanilewicz, Volland, Bellarabi | Pasveer, Karavaev 60' ( Lelieveld), Doekhi, Obispo 60' ( Hájek), Clark, Bazoer, Bero 46' ( Serero 49'), Tannane 66' ( Gong), Darfalou, Matavž 60' ( Linssen ()), Grot 60' ( Foor) RESERVEBANK: Lamprou, Thelander, Nelom, Ali |  |
| Stadion: Jugendfußballzentrum Kurtekotten, Keulen Toeschouwers: 800 Arbiter: Koj |                     |           |           | Hrádecký, S. Bender, Dragović, L. Bender 46' ( Türkmen), Demirbay, Diaby, Sinkgraven, Havertz, Stanilewicz, Volland, Bellarabi | Pasveer, Karavaev 60' ( Lelieveld), Doekhi, Obispo 60' ( Hájek), Clark, Bazoer, Bero 46' ( Serero 49'), Tannane 66' ( Gong), Darfalou, Matavž 60' ( Linssen ()), Grot 60' ( Foor) RESERVEBANK: Lamprou, Thelander, Nelom, Ali |  |
| Stadion: Jugendfußballzentrum Kurtekotten, Keulen Toeschouwers: 800 Arbiter: Koj |                     |           |           | Hrádecký, S. Bender, Dragović, L. Bender 46' ( Türkmen), Demirbay, Diaby, Sinkgraven, Havertz, Stanilewicz, Volland, Bellarabi | Pasveer, Karavaev 60' ( Lelieveld), Doekhi, Obispo 60' ( Hájek), Clark, Bazoer, Bero 46' ( Serero 49'), Tannane 66' ( Gong), Darfalou, Matavž 60' ( Linssen ()), Grot 60' ( Foor) RESERVEBANK: Lamprou, Thelander, Nelom, Ali |  |
| Bijz.: Geen Vitesse-supporters welkom                                            |                     |           |           | | |  |

| woensdag 4 september 2019, 15:00                                           | Vitesse   | 1–1 (0–0) | sc Heerenveen | Opstelling Vitesse | Opstelling sc Heerenveen |  |
| Stadion: Sportcentrum Papendal, Arnhem Toeschouwers: 0 Arbiter: Bronsvoort | Aktaş 69' |           | 60' Veerman   | Lamprou 46' ( Bayazit), Lelieveld 70' ( Zakir), Aktaş, Hájek, Vroegh, Bazoer 77' ( Kuijpers), Tannane 46' ( Musaba), Foor 70' ( Oukili), Dicko 70' ( Ten Teije), Darfalou, Linssen 46' ( Hernandez) | Bednarek 46' ( Doornbusch), Van Rhijn, Høegh, Skovgaard, Woudenberg, Veerman, Bruijn 60' ( Hajal), Faik 60' ( Akujobi), Frederiksen 75' ( Nunumete), Smit 46' ( Halilović), Ejuke |  |
| Stadion: Sportcentrum Papendal, Arnhem Toeschouwers: 0 Arbiter: Bronsvoort |           |           |               | Lamprou 46' ( Bayazit), Lelieveld 70' ( Zakir), Aktaş, Hájek, Vroegh, Bazoer 77' ( Kuijpers), Tannane 46' ( Musaba), Foor 70' ( Oukili), Dicko 70' ( Ten Teije), Darfalou, Linssen 46' ( Hernandez) | Bednarek 46' ( Doornbusch), Van Rhijn, Høegh, Skovgaard, Woudenberg, Veerman, Bruijn 60' ( Hajal), Faik 60' ( Akujobi), Frederiksen 75' ( Nunumete), Smit 46' ( Halilović), Ejuke |  |
| Stadion: Sportcentrum Papendal, Arnhem Toeschouwers: 0 Arbiter: Bronsvoort |           |           |               | Lamprou 46' ( Bayazit), Lelieveld 70' ( Zakir), Aktaş, Hájek, Vroegh, Bazoer 77' ( Kuijpers), Tannane 46' ( Musaba), Foor 70' ( Oukili), Dicko 70' ( Ten Teije), Darfalou, Linssen 46' ( Hernandez) | Bednarek 46' ( Doornbusch), Van Rhijn, Høegh, Skovgaard, Woudenberg, Veerman, Bruijn 60' ( Hajal), Faik 60' ( Akujobi), Frederiksen 75' ( Nunumete), Smit 46' ( Halilović), Ejuke |  |
| Bijz.: Besloten duel                                                       |           |           |               | | |  |

| donderdag 10 oktober 2019, 12:00                                 | Royal Antwerp FC       | 2–1 (1–1) | Vitesse   | Opstelling Royal Antwerp FC | Opstelling Vitesse |  |
| Stadion: Bosuilstadion, Antwerpen Toeschouwers: 0 Arbiter: Denil | Lamkel Zé 41' Baby 65' |           | 16' Clark | De Winter, Arslanagić 61' ( Batubinsika), Borges, Buta, Juklerød 61' ( Hoedt), Haroun 61' ( Hongla), Lamkel Zé, Refaelov, Mirallas 61' ( Rodrigues), Benson 61' ( Baby), Gano | Lamprou, Lelieveld, Aktaş, Hájek, Clark, Foor, Bazoer 71' ( Musaba), Vroegh, Darfalou, Grot 86' ( Agrafiotis), Dicko 46' ( Linssen ()) RESERVEBANK: Pasveer, Zakir, Ten Teije |  |
| Stadion: Bosuilstadion, Antwerpen Toeschouwers: 0 Arbiter: Denil |                        |           |           | De Winter, Arslanagić 61' ( Batubinsika), Borges, Buta, Juklerød 61' ( Hoedt), Haroun 61' ( Hongla), Lamkel Zé, Refaelov, Mirallas 61' ( Rodrigues), Benson 61' ( Baby), Gano | Lamprou, Lelieveld, Aktaş, Hájek, Clark, Foor, Bazoer 71' ( Musaba), Vroegh, Darfalou, Grot 86' ( Agrafiotis), Dicko 46' ( Linssen ()) RESERVEBANK: Pasveer, Zakir, Ten Teije |  |
| Stadion: Bosuilstadion, Antwerpen Toeschouwers: 0 Arbiter: Denil |                        |           |           | De Winter, Arslanagić 61' ( Batubinsika), Borges, Buta, Juklerød 61' ( Hoedt), Haroun 61' ( Hongla), Lamkel Zé, Refaelov, Mirallas 61' ( Rodrigues), Benson 61' ( Baby), Gano | Lamprou, Lelieveld, Aktaş, Hájek, Clark, Foor, Bazoer 71' ( Musaba), Vroegh, Darfalou, Grot 86' ( Agrafiotis), Dicko 46' ( Linssen ()) RESERVEBANK: Pasveer, Zakir, Ten Teije |  |
| Bijz.: Besloten duel                                             |                        |           |           | | |  |

| vrijdag 15 november 2019, 11:30                                                                 | Vitesse | 0–1 (0–1) | Heracles Almelo | Opstelling Vitesse | Opstelling Heracles Almelo |  |
| Stadion: Sportcentrum Papendal, Arnhem Arbiter: Vos Assistenten: Vervoorn Assistenten: Van Rijn |         |           | 41' Dessers     | Lamprou, Lelieveld, Aktaş, Hájek, Clark 80' ( Manhoef), Hernandez, Bazoer 70' ( Musaba), Vroegh, Linssen 80' ( Ten Teije), Agrafiotis 64' ( Tighadouini), Darfalou RESERVEBANK: Houwen, Zakir | Brouwer 80' ( Bucker), Breukers 80' ( Sama), Rossmann 80' ( Van Benthem), Knoester 46' ( Van den Buijs), Hardeveld, Osman 46' ( Schoofs), Merkel 46' ( Jakubiak), Bijleveld, Van der Water 64' ( Leemhuis), Dessers 46' ( Konings), Dos Santos 64' ( Niemeijer) RESERVEBANK: Blaswich |  |
| Stadion: Sportcentrum Papendal, Arnhem Arbiter: Vos Assistenten: Vervoorn Assistenten: Van Rijn |         |           |                 | Lamprou, Lelieveld, Aktaş, Hájek, Clark 80' ( Manhoef), Hernandez, Bazoer 70' ( Musaba), Vroegh, Linssen 80' ( Ten Teije), Agrafiotis 64' ( Tighadouini), Darfalou RESERVEBANK: Houwen, Zakir | Brouwer 80' ( Bucker), Breukers 80' ( Sama), Rossmann 80' ( Van Benthem), Knoester 46' ( Van den Buijs), Hardeveld, Osman 46' ( Schoofs), Merkel 46' ( Jakubiak), Bijleveld, Van der Water 64' ( Leemhuis), Dessers 46' ( Konings), Dos Santos 64' ( Niemeijer) RESERVEBANK: Blaswich |  |
| Stadion: Sportcentrum Papendal, Arnhem Arbiter: Vos Assistenten: Vervoorn Assistenten: Van Rijn |         |           |                 | Lamprou, Lelieveld, Aktaş, Hájek, Clark 80' ( Manhoef), Hernandez, Bazoer 70' ( Musaba), Vroegh, Linssen 80' ( Ten Teije), Agrafiotis 64' ( Tighadouini), Darfalou RESERVEBANK: Houwen, Zakir | Brouwer 80' ( Bucker), Breukers 80' ( Sama), Rossmann 80' ( Van Benthem), Knoester 46' ( Van den Buijs), Hardeveld, Osman 46' ( Schoofs), Merkel 46' ( Jakubiak), Bijleveld, Van der Water 64' ( Leemhuis), Dessers 46' ( Konings), Dos Santos 64' ( Niemeijer) RESERVEBANK: Blaswich |  |
|                                                                                                 |         |           |                 | | |  |

| dinsdag 7 januari 2020, 17:00 (UTC)                                                                                                  | Servette FC Genève      | 2–0 (1–0) | Vitesse | Opstelling Servette FC Genève | Opstelling Vitesse |  |
| Stadion: Complexo Desportivo, Vila Real de Santo António Toeschouwers: 64 Arbiter: Cordeiro Assistenten: Pires Assistenten: Teixeira | Kyei 28' Stevanovic 88' |           |         | Kiassumbua 46' ( Castanheira), Sauthier 46' ( Vouilloz), Rouiller 46' ( Routis), Severin 46' ( Sasso), Busset 46' ( Iapichino), Imeri 46' ( Stevanovic), Souici 46' ( Cespedes), Maccoppi 46' ( Ondoua), Imeri 46' ( Tasar), Alves 46' ( Park), Kyei 46' ( Koné) | Lamprou, Lelieveld 61' ( Leeflang), Doekhi 46' ( Aktaş), Hájek 61' ( Obispo), Clark 61' ( Manhoef), Bero 61' ( Oukili), Foor 46' ( Vroegh), Bazoer 61' ( Huisman), Tannane 46' ( Dicko), Buitink 68' ( Foor), Linssen 46' ( Grot) |  |
| Stadion: Complexo Desportivo, Vila Real de Santo António Toeschouwers: 64 Arbiter: Cordeiro Assistenten: Pires Assistenten: Teixeira |                         |           |         | Kiassumbua 46' ( Castanheira), Sauthier 46' ( Vouilloz), Rouiller 46' ( Routis), Severin 46' ( Sasso), Busset 46' ( Iapichino), Imeri 46' ( Stevanovic), Souici 46' ( Cespedes), Maccoppi 46' ( Ondoua), Imeri 46' ( Tasar), Alves 46' ( Park), Kyei 46' ( Koné) | Lamprou, Lelieveld 61' ( Leeflang), Doekhi 46' ( Aktaş), Hájek 61' ( Obispo), Clark 61' ( Manhoef), Bero 61' ( Oukili), Foor 46' ( Vroegh), Bazoer 61' ( Huisman), Tannane 46' ( Dicko), Buitink 68' ( Foor), Linssen 46' ( Grot) |  |
| Stadion: Complexo Desportivo, Vila Real de Santo António Toeschouwers: 64 Arbiter: Cordeiro Assistenten: Pires Assistenten: Teixeira |                         |           |         | Kiassumbua 46' ( Castanheira), Sauthier 46' ( Vouilloz), Rouiller 46' ( Routis), Severin 46' ( Sasso), Busset 46' ( Iapichino), Imeri 46' ( Stevanovic), Souici 46' ( Cespedes), Maccoppi 46' ( Ondoua), Imeri 46' ( Tasar), Alves 46' ( Park), Kyei 46' ( Koné) | Lamprou, Lelieveld 61' ( Leeflang), Doekhi 46' ( Aktaş), Hájek 61' ( Obispo), Clark 61' ( Manhoef), Bero 61' ( Oukili), Foor 46' ( Vroegh), Bazoer 61' ( Huisman), Tannane 46' ( Dicko), Buitink 68' ( Foor), Linssen 46' ( Grot) |  |
| |                         |           |         | | |  |

| zaterdag 11 januari 2020, 16:00 (UTC)                                                                              | Vitesse    | 1–3 (0–0) | MSV Duisburg                                | Opstelling Vitesse | Opstelling MSV Duisburg |  |
| Stadion: Amendoeira Resort, Alcantarilha Toeschouwers: 137 Arbiter: Cordeiro Assistenten: Pires Assistenten: Lopes | Bazoer 49' |           | 75' Daschner 76' (pen.) Engin 81' Slišković | Pasveer, Lelieveld, Doekhi, Obispo, Clark, Bero, Foor 69' ( Vroegh), Bazoer 80' ( Grot), Tannane 69' ( Dicko), Matavž 46' ( Buitink), Linssen 69' | Weinkauf 46' ( Deana), Scepanik, Gembalies 46' ( Rahn), Compper, Boeder 46' ( Sicker), Bitter 46' ( Budimbu), Albutat 46' ( Jansen), Ben Balla 46' ( Daschner), Stoppelkamp 46' ( Karweina), Mickels 46' ( Engin), Vermeij 46' ( Slišković) |  |
| Stadion: Amendoeira Resort, Alcantarilha Toeschouwers: 137 Arbiter: Cordeiro Assistenten: Pires Assistenten: Lopes |            |           |                                             | Pasveer, Lelieveld, Doekhi, Obispo, Clark, Bero, Foor 69' ( Vroegh), Bazoer 80' ( Grot), Tannane 69' ( Dicko), Matavž 46' ( Buitink), Linssen 69' | Weinkauf 46' ( Deana), Scepanik, Gembalies 46' ( Rahn), Compper, Boeder 46' ( Sicker), Bitter 46' ( Budimbu), Albutat 46' ( Jansen), Ben Balla 46' ( Daschner), Stoppelkamp 46' ( Karweina), Mickels 46' ( Engin), Vermeij 46' ( Slišković) |  |
| Stadion: Amendoeira Resort, Alcantarilha Toeschouwers: 137 Arbiter: Cordeiro Assistenten: Pires Assistenten: Lopes |            |           |                                             | Pasveer, Lelieveld, Doekhi, Obispo, Clark, Bero, Foor 69' ( Vroegh), Bazoer 80' ( Grot), Tannane 69' ( Dicko), Matavž 46' ( Buitink), Linssen 69' | Weinkauf 46' ( Deana), Scepanik, Gembalies 46' ( Rahn), Compper, Boeder 46' ( Sicker), Bitter 46' ( Budimbu), Albutat 46' ( Jansen), Ben Balla 46' ( Daschner), Stoppelkamp 46' ( Karweina), Mickels 46' ( Engin), Vermeij 46' ( Slišković) |  |
| |            |           |                                             | | |  |